# Mainzer Brückenkopf

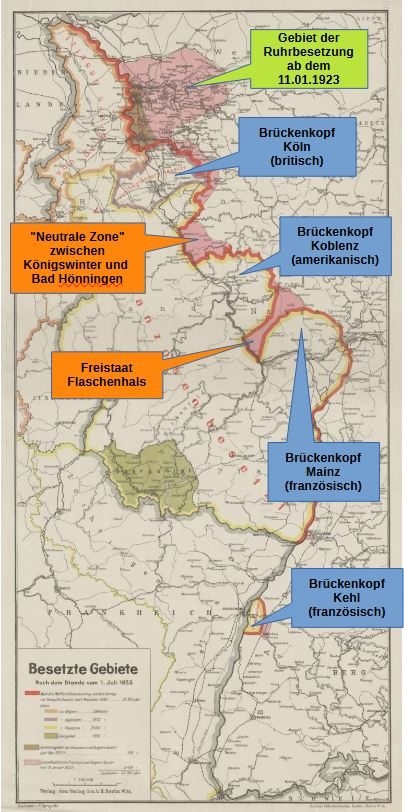
Besetzte deutsche Gebiete nach dem Ersten Weltkrieg, Stand 1. Juli 1923, unter besonderer Berücksichtigung der rechtsrheinischen Gebiete

Als Mainzer Brückenkopf oder Brückenkopf Mainz wird häufig das Castellum Mattiacorum bezeichnet, das zur Zeit des Römischen Reiches auf der Mainz (Mogontiacum) gegenüberliegenden rechtsrheinischen Seite den Rheinübergang sichern sollte. Aus diesem Kastell ging später der heutige Wiesbadener Ortsteil Mainz-Kastel hervor. In der Literatur hat sich dieser Begriff aber vor allem als Bezeichnung für ein von Frankreich kontrolliertes rechtsrheinisches Gebiet etabliert, das Ende 1918 nach der Alliierten Rheinlandbesetzung das linksrheinische Besatzungsgebiet im Mainzer Hinterland gegen eventuelle deutsche Angriffe absichern und umgekehrt dafür sorgen sollte, „dass die Alliierten möglichst schnell ins Herz Deutschlands vorstoßen könnten“.:S. 8 Der Mainzer Brückenkopf war einer von vier Brückenköpfen, die von den alliierten und assoziierten Siegermächten nach dem Ende des Ersten Weltkriegs, dem Waffenstillstand von Compiègne (1918) und dem Friedensvertrag von Versailles (Versailler Vertrag) auf der rechtsrheinischen Seite eingerichtet und kontrolliert wurden. Seine Besetzung endete am 30. Juni 1930.:S. 136

## Die Einrichtung der alliierten Brückenköpfe 1918
Durch den Waffenstillstand von Compiègne war bereits die Okkupation der deutschen Gebiete westlich des Rheins festgeschrieben. Hinzu kamen als alliierte Vorposten östlich des Rheins zunächst drei rechtsrheinische Brückenköpfe:
- Köln, gebildet von den Briten.[3]
- Koblenz, ein US-amerikanischer Brückenkopf.[4]
- Mainz als französischer Brückenkopf.

In Bezug auf die Brückenköpfe Koblenz und Mainz spricht Walter Mühlhausen von „Halbkreise[n] mit dem festgelegten Radius von 30 km rechts des Rheins“.:S. 121. Tatsächlich galt diese Vorgabe für alle drei Brückenköpfe und war so bereits im Waffenstillstandsvertrag von Compiègne im Zusammenhang mit der Besetzung der linksrheinischen Gebiete festgelegt worden:

„Räumung der linksrheinischen Gebiete durch die deutschen Armeen. Die Gebiete auf dem linken Rheinufer werden durch die örtlichen Behörden unter Aufsicht der Besatzungstruppen der Alliierten und der Vereinigten Staaten verwaltet.
Die Truppen der Alliierten und Vereinigten Staaten werden die Besetzung dieser Gebiete durch Garnisonen bewirken, die die wichtigsten Rheinübergänge (Mainz, Koblenz, Köln) inbegriffen je einen Brückenkopf von 30 km Durchmesser [Radius] auf dem rechten Ufer beherrschen und außerdem die strategischen Punkte des Gebietes besetzen.“

Nähere Bestimmungen darüber, wo die Fixpunkte für die jeweiligen Radien liegen, sind dort nicht zu finden. Nach Sven Felix Kellerhoff sollen dies die Rathäuser der drei Städte gewesen sein. In einer Kontroverse darüber, ob die Gemeinde Freiendiez zum Brückenkopf Koblenz gehöre oder zum unbesetzten Teil des Regierungsbezirks Wiesbaden, heißt es dagegen in einer Stellungnahme des Präsidenten des Preußischen Statistischen Landesamts vom 27. Oktober 1926 in direkter Bezugnahme auf den durch das Waffenstillstandsabkommen vorgegebenen Radius und eine den Akten nicht beiliegende Karte: „Die Grenze des altbesetzten Gebiets ist ein grüner Kreisbogen, dessen Mittelpunkt auf der südlich belegenen Rheinbrücke (Mitte des Rheins) bei Koblenz ruht.“ Mit der „südlich belegenen Rheinbrücke“ dürfte die heutige Pfaffendorfer Brücke gemeint gewesen sein, denn von deren Mitte aus lässt sich exakt ein Kreis mit einem 30-km-Radius ziehen, der zwischen Dörscheid und Kaub die Grenze zum Freistaat Flaschenhals bildete.
Unklar ist auch, ob, wie von Kellerhoff behauptet, die drei Brückenköpfe sich an ihren Rändern hätten überlappen sollten, damit auch auf der östlichen Rheinseite ein zusammenhängendes Besatzungsgebiet entsteht. Ein rechtsrheinisch zusammenhängendes Gebiet wird im Waffenstillstandsabkommen nur für eine zusätzlich zu schaffende „neutrale Zone“ gefordert.

„Auf dem rechten Rheinufer wird eine neutrale Zone geschaffen. Sie verläuft zwischen dem Fluß und einer Linie, die parallel den Brückenköpfen und dem Fluß gezogen wird, in einer Breite von 10 km von der holländischen bis zur Schweizer Grenze.“

Faktisch bildeten die drei Brückenköpfe zunächst kein sich überlappendes Gebiet, was zu einigen Kuriositäten führte.

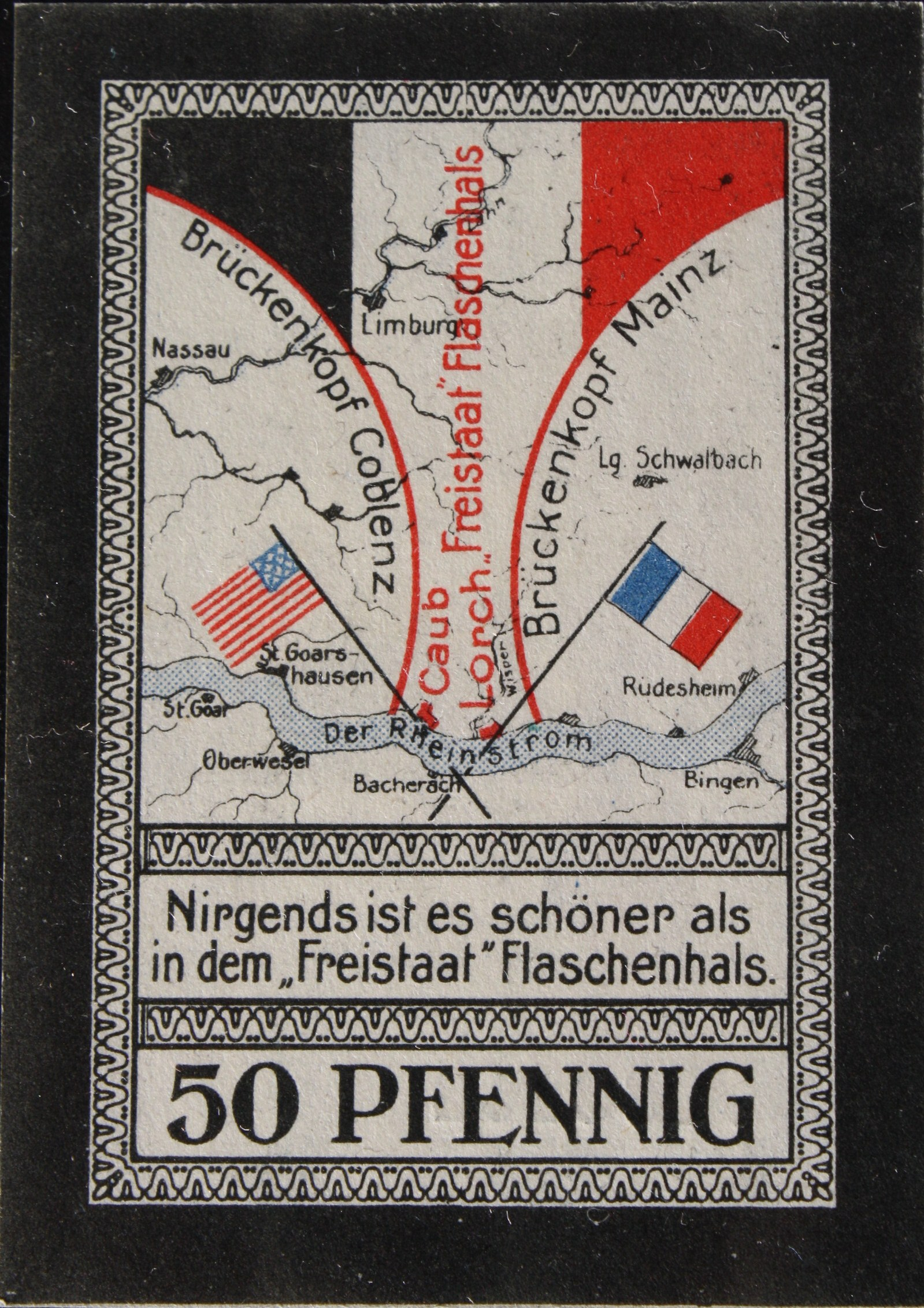
50-Pfennig-Notgeldschein der Stadt Lorch am Rhein im sogenannten „Freistaat Flaschenhals“ (1918–1923)

„Durch die Einrichtung der Brückenköpfe bei Mainz, Koblenz und Köln auf der rechten Rheinseite bildeten sich zwischen den Brückenköpfen Landstriche, die teilweise vom Rest der entmilitarisierten Zone abgeschnitten wurden. Sehr extrem fand dies bei Kaub am Rhein statt, wo noch nicht einmal eine Straße zur nächstgrößeren Stadt Limburg führte. Nicht ganz so extrem, aber dennoch von den Bedingungen des Waffenstillstandvertrages [sic] betroffen, war auch die Gegend zwischen Königswinter und Bad Hönningen sowie Unkel und Asbach, die zwischen den Brückenköpfen Köln und Koblenz lag.“

Das von Napp hier erwähnte Extrem bei Kaub ging als „Freistaat Flaschenhals“ in die Geschichte ein und wurde am 25. Februar 1923 von französischen Truppen besetzt. Die unbesetzte Zone mit den anderen von Napp genannten Orten wurde am 28. Februar 1923 ebenfalls von den Franzosen besetzt.
1919 wurde unter französischer Besatzung auch noch ein vierter – kleinerer – Brückenkopf eingerichtet, der Brückenkopf Kehl.

## Geschichte des Brückenkopfs Mainz
Die Geschichte des Mainzer Brückenkopfs ist über weite Strecken die konfliktträchtige Geschichte des Zusammenspiels zwischen sich nach dem Ende des Ersten Weltkriegs neu etablierenden republikanischen Strukturen und der französischen Besatzungsmacht, die durch Unterstützung separatistischer Bestrebungen die Verfestigung eben dieser neu geschaffenen Strukturen zu verhindern versuchte. Der Volksstaat Hessen war davon besonders betroffen, da mit seinen linksrheinischen Gebieten und dem Brückenkopf Mainz etwa ein Viertel seines Staatsgebietes unter Besatzungsrecht fielen.
Die Geschichte des Brückenkopfs ist aber nicht nur die Geschichte schwieriger Verwaltungsstrukturen und eingeschränkter Hoheitsrechte. Unterhalb dieser Ebenen betraf die Besatzung viele Menschen sehr direkt, schnitt ihre Arbeitswege ab, schränkte ihre Bewegungsfreiheit ein oder machte sie, so zeitweise in Darmstadt, zu Grenzgängern innerhalb der eigenen Stadt oder zwischen benachbarten und eng verbundenen Orten wie etwa im Westen Frankfurts. Hier fanden auch die unmittelbaren Erfahrungen im Umgang mit den fremden Soldaten statt, die nicht selten von der sich ausbreitenden Propaganda gegen die „Schwarze Schmach“ geprägt wurden. Vieles davon hat Elisabeth Langgässer in ihrem Buch Grenze: Besetztes Gebiet beschrieben, das in dem schwierigen Besatzungsjahr 1923 spielt und die Erfahrungen mit der Besatzung am Rande von Darmstadt reflektiert.

### Der Grenzverlauf des Brückenkopfs
Der Brückenkopf Mainz erstreckte sich über Gebiete, die heute zum Land Hessen gehören. Nach dem Ende des Ersten Weltkriegs gehörten sie jedoch zu zwei Ländern: der preußischen Provinz Hessen-Nassau und deren Regierungsbezirk Wiesbaden sowie dem aus dem Großherzogtum Hessen hervorgegangenen Volksstaat Hessen, zu dem auch die Provinz Rheinhessen gehörte. Zum Regierungsbezirk Wiesbaden gehörten im Nordwesten auch Gebiete, die im Brückenkopf Koblenz lagen: Teile des Unterlahn-, des Unterwesterwald- und des Oberwesterwaldkreises.

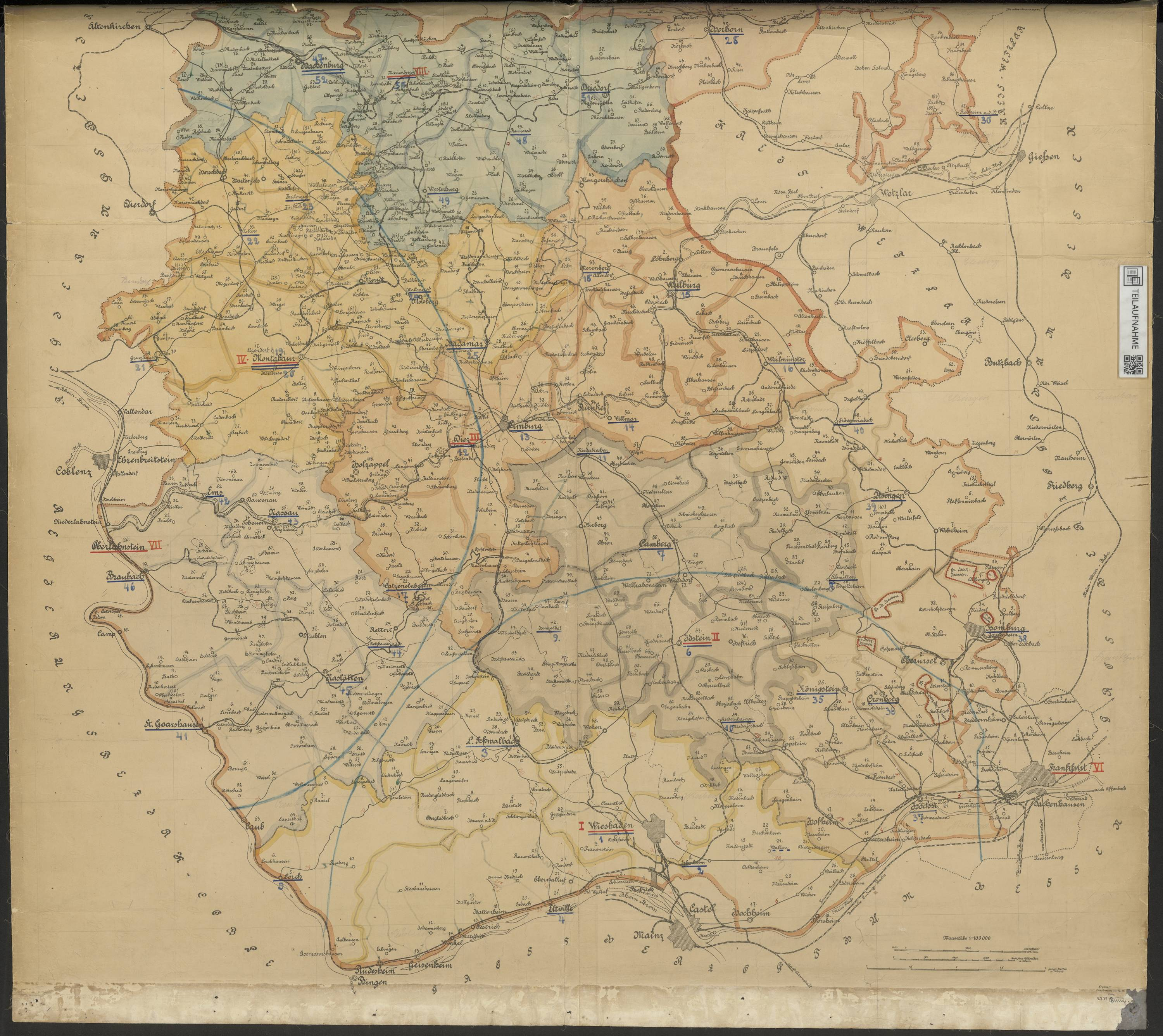
Regierungsbezirk Wiesbaden mit der Einzeichnung der Brückenköpfe Mainz und Koblenz (blaue Linien)
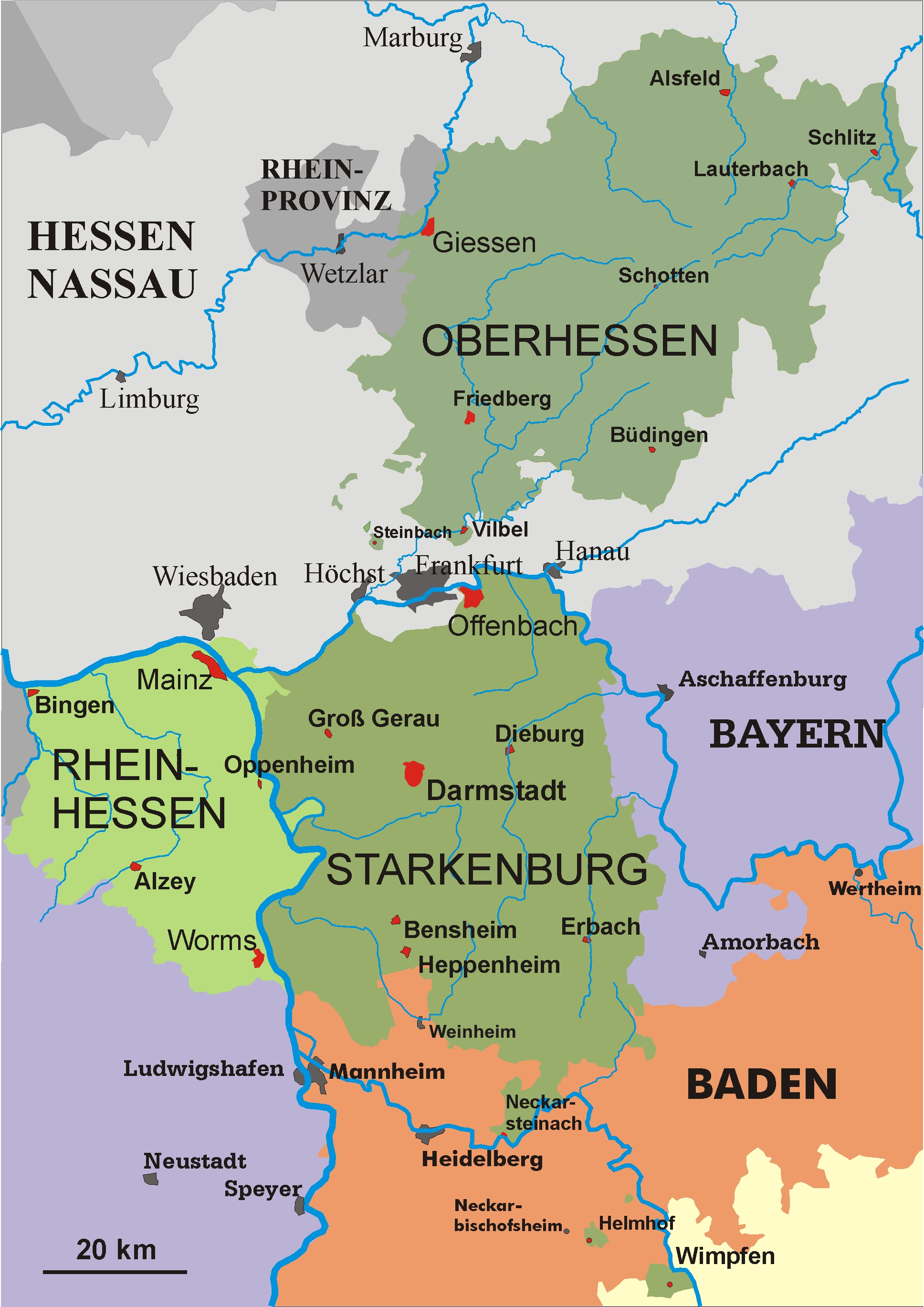
Volksstaat Hessen 1930 mit den Provinzen Oberhessen, Starkenburg und Rheinhessen
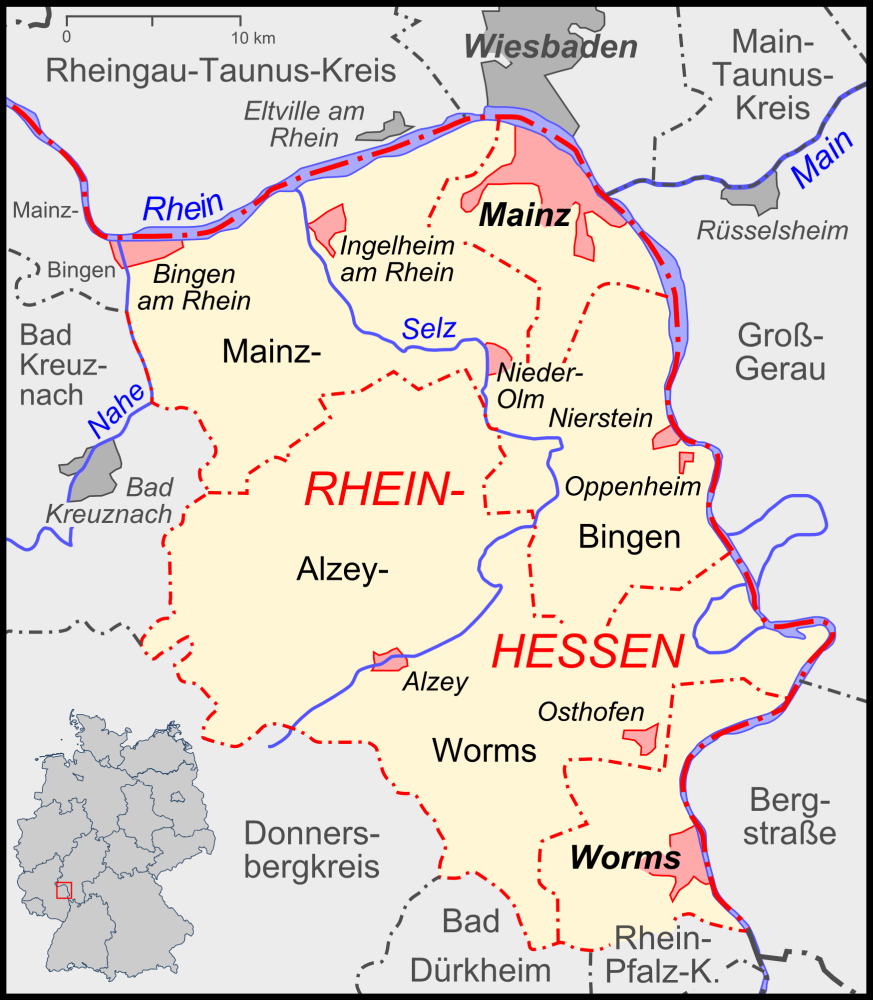
Provinz Rheinhessen

Für den neu gegründeten Volksstaat Hessen war bereits durch den Waffenstillstandsvertrag von Compiègne die Verfügungsgewalt über seinen linksrheinischen Teil, die Provinz Rheinhessen, verlorengegangen, da dieser nun unter französischer Besatzung stand. Durch den Vertrag wurde das Besatzungsgebiet zusätzlich auf große rechtsrheinische Teile des Staatsgebiets ausgeweitet. Nach Mühlhausen befand sich „somit insgesamt ein Viertel des Volksstaates mit mehr als einem Drittel seiner Bevölkerung unter französischer Kuratel“.:S. 121..
Der 30-km-Radius um Mainz bildete die äußere Grenze des Brückenkopfs, die aber lokal oft unterschritten wurde. Deutlich wird das zum Beispiel an der unten abgebildeten Karte über den östlichen Grenzverlauf. Die am linken Kartenverlauf schraffierten Flächen der tatsächlich besetzten Gebiete liegen zum Teil deutlich hinter der rechts davon verlaufenden Kreislinie. Andererseits waren die Grenzverläufe an manchen Orten auch Jahre nach dem Besatzungsbeginn noch nicht eindeutig geklärt und französischen Ausweitungsgelüsten ausgesetzt – insbesondere nach den beiden Vorstößen der Franzosen über die Grenze hinaus in den Jahren 1920 und 1923/24.
Da nicht klar ist, ob die oben zitierte Festlegung des Kreismittelpunktes auf die Rheinmitte für alle Brückenköpfe galt, wurde im Falle der unten angezeigten Gesamtansicht des Brückenkopfs Mainz in Anlehnung an Kellerhoff die Adresse Stadthausstr. 18 in Mainz, Sitz des damaligen Mainzer Rathauses, als Fixpunkt des Radius gewählt. Der dadurch gesetzte westlichste Punkt des Brückenkopfes lag kurz vor Lorch im Bodenthal:S. 9 (Lage) in Höhe des linksrheinisch gelegenen Trechtingshausen. Von hier aus verlief die Grenze in nordöstlicher Richtung bis zu ihrem nördlichsten Scheitelpunkt bei Wallrabenstein, das selbst noch im besetzten Gebiet lag. Ein Grenzübergang zum freien Gebiet befand sich nahebei im Goldenen Grund (Emsbachtal) des heutigen Idsteiner Stadtteils Walsdorf.
Da diese vom Rhein aus nordöstlich verlaufende Grenzlinie über keine Berührungspunkte mit der Grenzlinie des Brückenkopfs Koblenz verfügte, war sie einer der Gründe dafür, dass der Freistaat Flaschenhals entstehen konnte, der sich zwischen dem schon erwähnten Bodenthal (südlichster Punkt) entlang des Rheins bis zu der zwischen Dörscheid und Kaub den Fluss erreichenden Grenze des Brückenkopfs Koblenz und dem etwa 20 km landeinwärts gelegenen Laufenselden:S. 9 zwischen den beiden Brückenköpfen erstreckte. Dass es zu diesem besatzungstechnischen Vakuum zwischen den beiden Brückenköpfen kommen konnte, wird von Zibell so erklärt:

„Dass es zwischen den Brückenköpfen Koblenz und Mainz einen Streifen unbesetzten Gebiets gab, das optisch dem Hals einer Weinflasche ähnelte, war den Alliierten sehr wohl bekannt. Der ‚Flaschenhals‘, wie er fortan sowohl von den Deutschen als auch von den Alliierten genannt wurde, entstand, weil die Alliierten nicht mit dem Friedensgesuch der Deutschen gerechnet hatten, das Anfang Oktober 1918 bei US-Präsident Woodrow Wilson eingetroffen war. Damals trat der Oberkommandierende der alliierten Streitkräfte, der französische Marschall Ferdinand Foch, auf den Plan. Binnen kürzester Zeit präsentierte er ein Waffenstillstandsabkommen, das – in Ermangelung eigener schlüssiger Konzepte – von den anderen Alliierten akzeptiert wurde. Selbstverständlich hatten Foch und die übrigen Alliierten zur Kenntnis genommen, dass es zwischen den Brückenköpfen Koblenz und Mainz ein Stück unbesetztes Gebiet gab, sich darum aber nicht weiter gekümmert. Mit Detailfragen konnte und wollte man sich nicht belasten. Damit sollten sich später die Militärbefehlshaber vor Ort befassen.“

Grenzverläufe des Brückenkopfs Mainz
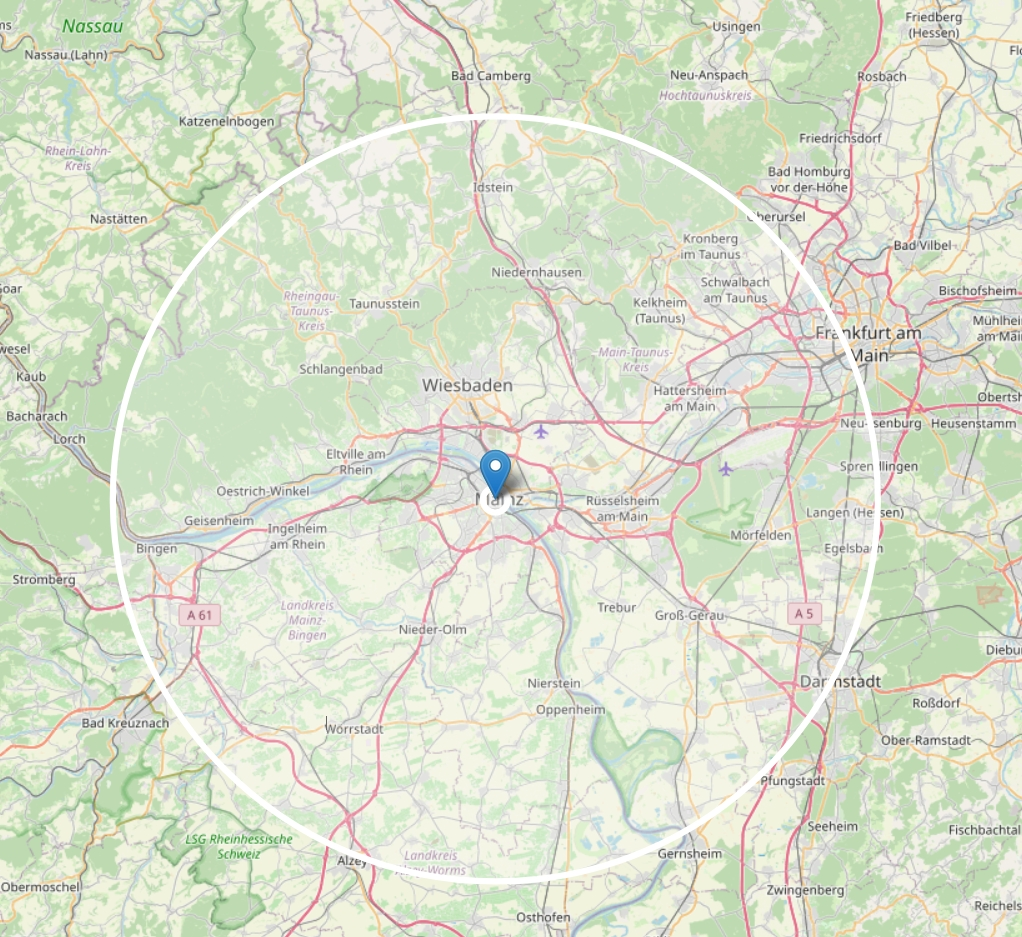
Das Gebiet innerhalb des Radius von 30 km
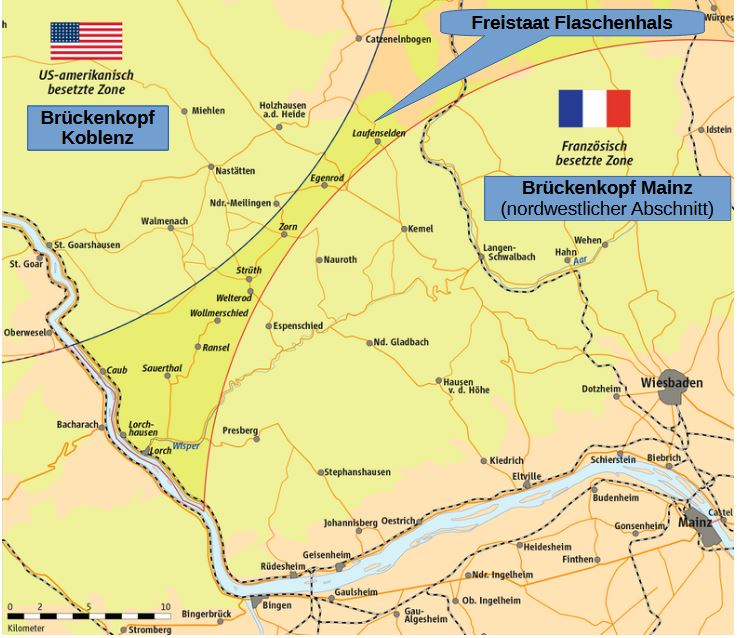
Nordwestlicher Grenzverlauf
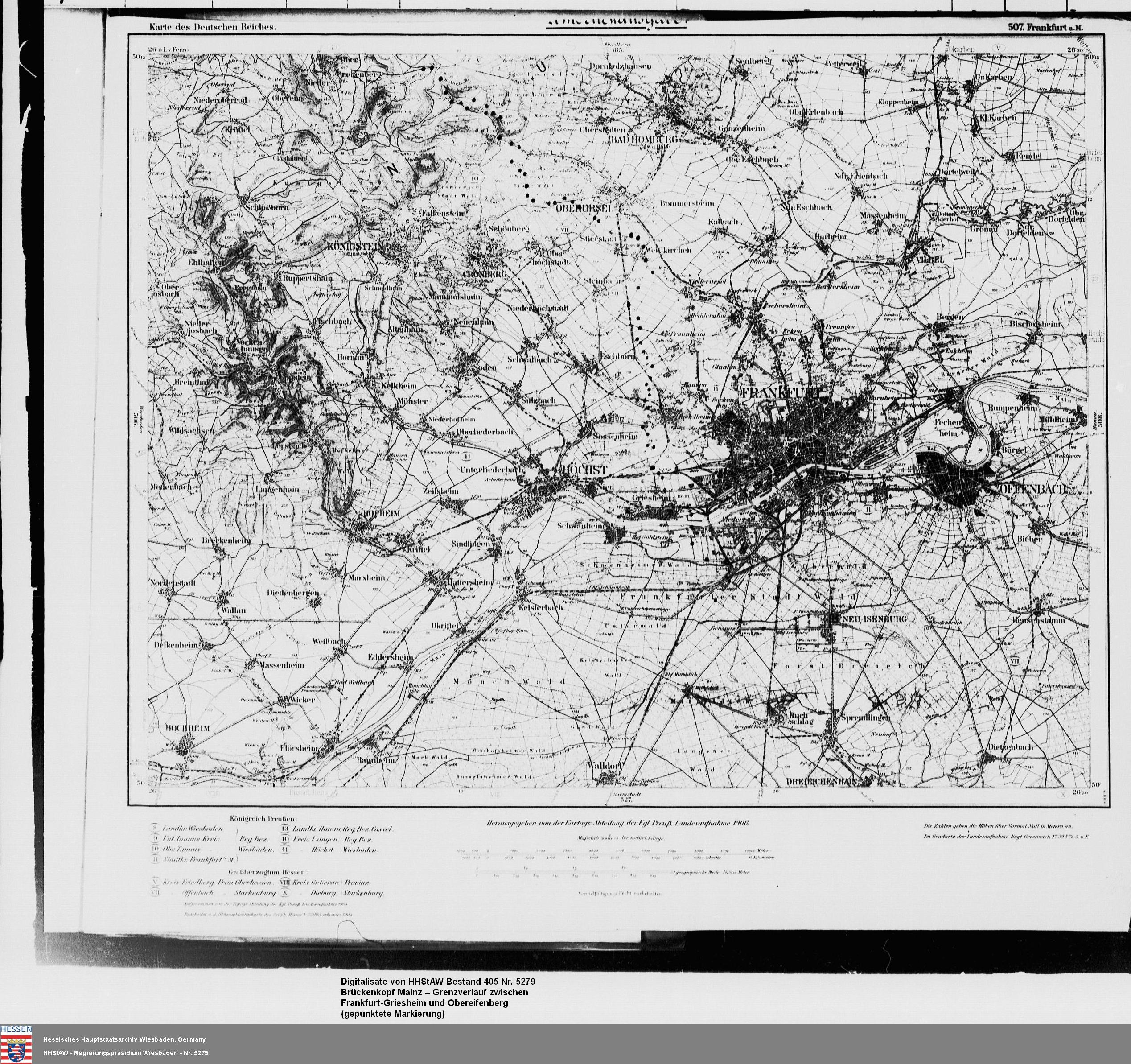
Grenzverlauf zwischen Frankfurt-Griesheim und Oberreifenberg (gepunktete Linie)
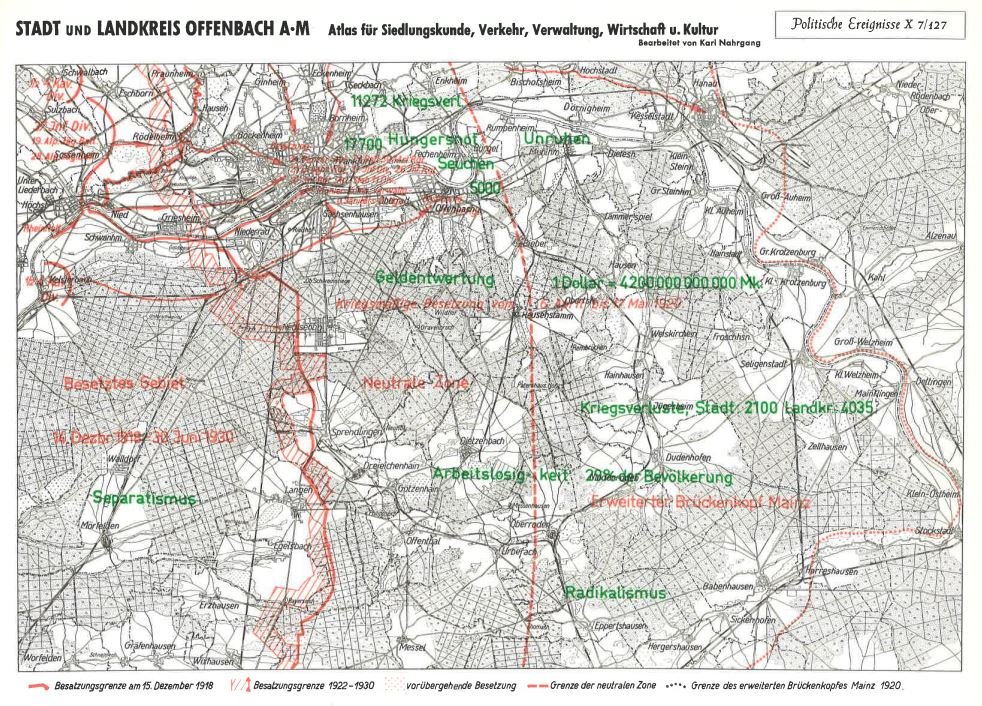
Grenzverlauf im Landkreis Offenbach
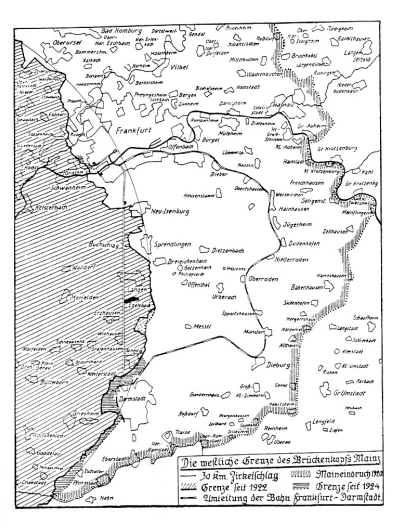
Östlicher Grenzverlauf

Für den weiteren Grenzverlauf von Wallrabenstein/Walsdorf in Richtung Südosten liegen bislang keine detaillierten Karten vor. Die Grenze verlief in Richtung der ebenfalls noch besetzten Gemeinde Seelenberg, schloss Ober- und Niederreifenberg ein und ließ dann in Richtung Süden Oberursel außerhalb, nicht aber dessen heutige Stadtteile Stierstadt und Weißkirchen.
Der weitere Grenzverlauf in Richtung Süden ist dann in der Karte Der nordwestliche Grenzverlauf festgehalten und detaillierter noch in der Karte Der Grenzverlauf im Landkreis Offenbach. Auffällig ist, dass zwischen Weißkirchen und dem heutigen Dreieicher Stadtteil Sprendlingen das Besatzungsgebiet nicht an die 30-km-Zone heranreicht, wovon nicht zuletzt Frankfurt profitierte. Frankfurt-Praunheim und Frankfurt-Rödelheim wurden zwar 1918 von den französischen Truppen besetzt, lagen aber ab 1922 nicht mehr in der Besatzungszone. Frankfurt-Griesheim gehörte bis 1928 noch zum Kreis Höchst (heute: Main-Taunus-Kreis), dessen Verwaltungssitz sich in Höchst befand. Dieser gesamte Kreis zählte zum Besatzungsgebiet. Nach Helga Krohn war „Höchst (mit Unterliederbach, Sindlingen und Zeilsheim) […] von den Siegermächten als wichtiger Stützpunkt gegenüber der (nicht besetzten) Stadt Frankfurt am Main ausersehen, weshalb die Präsenz der Franzosen sehr stark ist“.:S. 170 f.
Östlich von Frankfurt-Griesheim übersprang die Grenze den Main und schwenkte nahe der besetzten Siedlung Goldstein in südöstlicher Richtung ab bis zum Neu-Isenburger Bahnhof, der unbesetzt blieb, aber 1923 nach der Ruhrbesetzung bis September 1924 von den Franzosen kontrolliert wurde. Neu-Isenburg selbst blieb unbesetzt, ebenso die Nachbargemeinde Sprendlingen (anders als deren heutiger Stadtteil Buchschlag). Von hier verlief die Grenze weitgehend in südlicher Richtung, wodurch auch Langen, Egelsbach, Erzhausen sowie die damals noch selbständigen Orte Wixhausen an Darmstadts Nordgrenze ins Besatzungsgebiet fielen. Das damals ebenfalls noch selbständige Arheilgen war nur teilweise besetzt. Die Grenze des Brückenkopfs verlief mitten durch das Dorf.
Auch wenn die 30-km-Zone Darmstadt durchschnitt, blieb die Hauptstadt des Volksstaats Hessen anfangs weitgehend von der Besatzung verschont, denn der von Arheilgen kommende Grenzverlauf schwenkte am südlichen Ende von Arheilgen nach Südwesten ab und verlief westlich der zum Darmstädter Hauptbahnhof verlaufenden Bahngleise der Bahnstrecke Frankfurt am Main–Heidelberg. Von diesem westlichen Bereich Darmstadts aus verlief die Grenze weiter südwestlich durch den Westwald zwischen dem unbesetzten Pfungstadt und dem besetzten Griesheim. Für die Besatzungsmacht waren vor allem der Truppenübungsplatz Griesheim und der dortige August-Euler-Flugplatz (Flugplatz Griesheimer Sand) von großer Bedeutung. Allerdings unterhielten die Franzosen nur kurzfristig den Flugbetrieb aufrecht; geflogen wurde erst wieder nach deren Abzug im Jahr 1930.

„Griesheim war einer der vordersten Punkte in südlicher Richtung und einer der größten Garnisonsstandorte der Franzosen. Von Griesheim aus wurden die Mannschaften der Vorposten an der Grenze zu den nicht besetzten Gebieten aus gestellt. Solche Grenzposten, deren Mannschaften in gewissen Abständen, ausgetauscht wurden gab es z.B. in Crumstadt wo die Grenze zu Eschollbrücken den Verlauf der besetzten und unbesetzten Zone markierte.“

Hinter Griesheim beziehungsweise Crumstadt näherte sich der Grenzverlauf seinem südlichsten Ende am Rhein. Zwischen dem besetzten Biebesheim am Rhein und dem unbesetzten Gernsheim endete das Besatzungsgebiet des rechtsrheinischen Mainzer Brückenkopfs.
Wie oben schon erwähnt, lag der Brückenkopf Mainz, wie die anderen Brückenköpfe auch, in einer entmilitarisierten Zone, die bereits im Waffenstillstandsvertrag festgelegt und durch den Versailler Vertrag bestätigt worden war.

### Grenzverschiebungen
Der Grenzverlauf des Brückenkopfs war im Laufe seiner knapp zwölfjährigen Geschichte immer wieder Änderungen unterworfen. So gehörten im Frankfurter Westen Frankfurt-Nied und Frankfurt-Griesheim ursprünglich nicht zum Besatzungsgebiet. Dem wurden sie erst ab dem 19. April 1919 angeschlossen.:S. 400 (a) Nicht weit davon entfernt lagen weitere Orte, deren Zugehörigkeit zum Brückenkopf nicht eindeutig geklärt war. In einem Schreiben des Regierungspräsidenten in Wiesbaden vom Dezember 1921 an die Oberpostdirektion in Frankfurt heißt es dazu:

„Die Besatzungsbehörden haben aufgrund von Verhandlungen in der Waffenstillstandszeit in einigen Fällen Gebiete, die an sich noch innerhalb der Besatzungszone (30 km) lagen, also besetzbar waren, aus dem besetzten Gebiet ausdrücklich ausgeschieden. Diese Orte können m.E. nicht mehr als besetzte Gebiete gelten. […] Nach einer mir von dem Vertreter des Reichswehrministeriums beim Reichskommissar übersandten Karte scheiden die von den Besatzungsbehörden gesetzten Grenzpfähle, die den Verlauf der Besatzungsgrenze festlegen sollen, die Orte Rödelheim und Praunheim aus dem besetzten Gebiet aus und ziehen die Besatzungsgrenze an der [Frankfurter] Stadtgrenze entlang.“

In den Unterlagen des Regierungspräsidiums Wiesbaden finden sich einige weitere Hinweise, die die unterschiedlichen Auffassungen über den Grenzverlauf dokumentieren. Die größten – allerdings zeitlich begrenzten – Grenzverschiebungen entstanden jedoch in der Folge des Ruhraufstands 1920 und der Ruhrbesetzung von 1923. Die vor diesen beiden Ereignissen besetzten Gebiete, die durch den Versailler Vertrag festgelegt worden waren, bezeichnete das Preußische Statistische Amt als Alte besetzte Gebiete und unterschied sie von den später hinzugekommenen besetzten Gebieten, die das Amt als unrechtmäßig besetzt ansah, weil sie nicht durch den Versailler Vertrag legitimiert waren.:p. 2 (Einleitung)

#### Der Maineinbruch als Folge des Ruhraufstandes

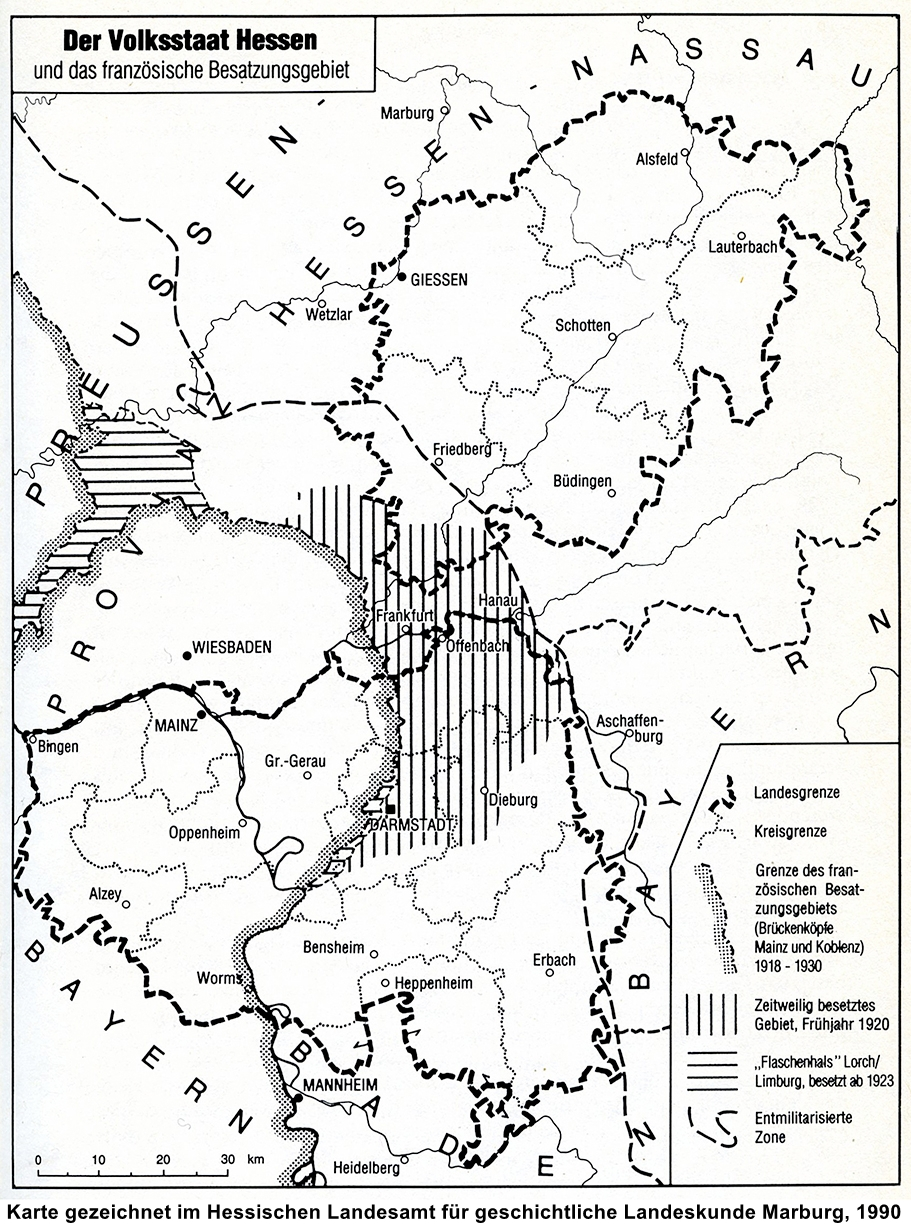
Brückenkopf Mainz – Besatzungsgebiete außerhalb des Brückenkopfs im Jahr 1920

Geographisch gesehen spielte sich ein Großteil des Ruhraufstandes innerhalb einer durch den Versailler Vertrag definierten entmilitarisierten Zone ab.

„Artikel 42
Es ist Deutschland untersagt, auf dem linken Ufer des Rheines und auf dem rechten Ufer westlich einer 50 km östlich des Stromes verlaufenden Linie Befestigungen beizubehalten oder anzulegen.
Artikel 43
Ebenso ist in der im Artikel 42 bezeichneten Zone die ständige oder zeitweise Unterhaltung oder Sammlung von Streitkräften untersagt. Das gleiche gilt für jedwede militärischen Übungen und die Beibehaltung aller materiellen [engl. Text: statt ‚materiellen‘: ‚ständigen‘] Vorkehrungen für die Mobilmachung.
Artikel 44
Jeder etwaige Verstoß Deutschlands gegen die Bestimmungen der Artikel 42 und 43 gilt als eine feindselige Handlung gegen die Signatarmächte des gegenwärtigen Vertrags und als Versuch einer Störung des Weltfriedens.“

Der Reichsregierung war bewusst, dass sie bei ihrem Versuch, den Aufstand durch den Einsatz von Reichswehr und Freikorps zu beenden, in Konflikt mit den Alliierten kommen würde. In der zweiten Märzhälfte des Jahres 1920 liefen deshalb Verhandlungen, mit dem Ziel, einen begrenzten Einsatz deutscher Truppen in der entmilitarisierten Zone zu erlauben. Die französische Regierung wollte diesem Wunsch allerdings nur entsprechen, „wenn alliierte Truppen die Städte Frankfurt a. M., Hanau, Homburg, Dieburg und Darmstadt solange und in gleicher Stärke besetzen dürften, als deutsche Truppen über das bisher zugelassene Maß sich im Ruhrgebiet zur Bekämpfung der roten Armee befänden“.:S. 45
Warum die Franzosen ausgerechnet auf der Besetzung dieser an den Mainzer Brückenkopf angrenzenden Städte bestanden, ist nicht dokumentiert, doch wurde dieses Ansinnen grundsätzlich von der deutschen Seite und den Alliierten akzeptiert. Offenbar aber marschierten die deutschen Truppen Ende März / Anfang April bereits ohne eine formelle Zustimmung der Alliierten in das Ruhrgebiet ein, was die Franzosen am 3. März 1920 veranlasste, eine Verletzung des Artikels 44 des Versailler Vertrags zu konstatieren und in der Nacht vom 5. auf den 6. April 1920 Frankfurt und Darmstadt durch den Einmarsch von „weißen und farbigen Franzosen und Belgiern in das Maingebiet“ zu besetzen. Die bis zum vollständigen Abzug aller deutschen Truppen aus der neutralen Zone fortdauernde Besatzung betraf tatsächlich aber weit größere Gebiete als die der beiden Städte.:S. 45–46 Die äußere Grenze war wie folgt von französischer Seite festgelegt worden:

„Bisherige Grenze des Brückenkopfs Mainz von Trechtingshauseıı a. Rh. bis Seelenberg (einschl.) – Schmitten (einschl.) – Rod am Berg (einschl.) – Eisenbahnlinie von Hausen (einschl.) bis Wehrheim (ausschl.) – Lauf des Erlenbachs bis Holzhausen (einschl.) – Linie Holzhausen (einschl.), Rodheim (ausschl.), Okarben, Heldenbergen, Windecken (diese 3 Orte einschl.) – Eiesenbahnlinie von Windecken nach Hanau, Nordost- und Ostgrenze des Kreises Hanau, die Pulverfabrik inbegriffen, ebenso die Gas- und Elekrtrizitätswerke 2 km südöstlich Hanau und den Ort Groß-Auheim – Lauf des Mains von Groß-Auheim bis Mainflingen (einschl.) – die Landstraße von Zellhausen, Harreshausen (einschl.) bis Herpertshausen (einschl.) – Von da südöstlich von der Höhe 141, Altheim (einschl.) – die Linie Altheim, Semd, Habitzheim, Spachbrücken, Dilshofen, diese Orte einsehl. – Lauf der Modau von Ober-Ramstadt bis zu ihrer Mündung in den Rhein. (Orte, die von der Grenze durchschnitten werden, gelten als vollständig besetzt.)“

Innerhalb des Einbruchsgebietes waren die Auswirkungen recht unterschiedlich. In Frankfurt zählten zuvor 1.683 ha zum alt-besetzten Gebiet; zusätzlich besetzt durch den Maineinbruch wurden 11.793 ha.:S. 51 In Höchst waren bereits 14.193 ha besetzt; hinzu kamen hier lediglich noch 152 ha.:S. 52 Ähnlich auch im Kreis Groß-Gerau: Von dessen Gesamtfläche von 44.888 ha gehörten bereits 40.986 ha zum alt-besetzten Gebiet, das 1920 nur noch um 390 ha erweitert wurde. Umgekehrt dagegen im Kreis Offenbach, von dem 6.242 ha zum alt-besetzten Gebiet gehörten, nun aber weitere 31.404 ha zusätzlich besetzt und der Kreis somit komplett unter französischer Kontrolle gestellt wurde.:S. 60–61
Am 17. Mai 1920 (Hanau: 18. Mai 1920) zogen sich die französischen Truppen aus dem Maineinbruchsgebiet am Rande des Mainzer Brückenkopfes zurück.:S. 46

#### Der Ruhreinbruch als Folge der Ruhrbesetzung

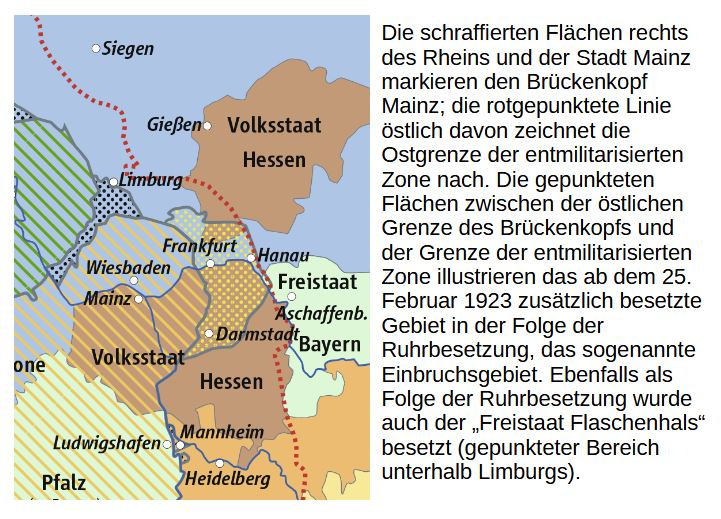
Brückenkopf Mainz – Besatzungsgebiet nach der Ruhrbesetzung 1923

Die von französischer Seite mit der Nichterfüllung der durch den Versailler Vertrag vorgegebenen Reparationsleistungen begründete Besetzung des Ruhrgebiets begann am 11. Januar 1923 mit dem Einmarsch französischer und belgischer Truppen ins Ruhrgebiet. Wenige Tage später, in der Nacht vom 28. auf den 29. Januar 1923, schieden die USA aus dem Kreis der Besatzungsmächte aus. Ihre Soldaten verließen Koblenz und wurden von französischen Truppen abgelöst.:S. 2
Am 16. Januar 1923 erfolgte bereits die Ausdehnung der französischen Besatzung auf Gebiete südlich des eigentlichen Einbruchsgebiets. Betroffen hiervon waren die bislang unbesetzten Gebiete zwischen den Brückenköpfen Köln und Koblenz sowie zwischen den Brückenköpfen Koblenz und Mainz. Hinzu kamen Gebiete in Darmstadt, Mannheim und Karlsruhe, am 10. April dann auch Gebiete östlich des Brückenkopfs Kehl.:S. 70–71

Der Volksstaat Hessen war von diesen neuerlichen Besetzungen weniger stark tangiert als 1920; sie betrafen überwiegend Gebiete im preußischen Regierungsbezirk Wiesbaden, zu denen auch die Orte im Flaschenhals gehörten. Mit dessen Besetzung bis hinauf nach Limburg und Camberg (beide besetzt am 15. Mai 1923, während umliegende Landgemeinden schon Mitte April besetzt worden waren):S. 286 schufen die Franzosen nun ein zusammenhängendes Gebiet, das die beiden Brückenköpfe Koblenz und Mainz vereinte. Es wurde eine neue Grenzlinie festgelegt, die das Gebiet zwischen den beiden Brückenköpfen zum unbesetzten Hinterland hin abgrenzte: „Straße und Eisenbahnlinie längs des Emsbaches; Ost- und Nordgrenze der Gemeinden Lindenholz, Hausen, Ennerich, Mühlen, Limburg“.:S. 70 Das nahe Weilburg und der Oberlahnkreis, die unbesetzt blieben, wurden „zu Grenzposten an der neuen Demarkationslinie zum französisch besetzten Gebiet und mussten zahlreiche von der Besatzungsmacht Ausgewiesene aufnehmen. […] Nach Beendigung des passiven Widerstandes konnten die Ausgewiesenen bis Weihnachten 1924 in ihre Heimat zurückkehren.“:S. 127 Mühlhausen spricht von 1.300 Vertriebenen, die das damals selbst nur 3.600 Einwohner zählende Weilburg aufnehmen musste.
Im Volksstaat Hessen waren nur Darmstadt und einige Umlandgemeinden von der Besatzungsausweitung betroffen. In der Stadt selbst besetzten „am 3. März […] französische Soldaten die Darmstädter Eisenbahnwerkstätten und das Elektrizitätswerk am Hauptbahnhof und schnitten damit die Waldkolonie und den Waldfriedhof für anderthalb Jahre von der Darmstädter Innenstadt ab.“:S. 7 Das Passieren der Grenze zwischen dem besetzten und dem unbesetzten Stadtgebiet war nur an der Brücke Dornheimer Weg möglich und erforderte einen Passierschein.
„Das Tor geht zu“ ist die Überschrift des ersten Kapitels in dem 1923 spielenden Buch Grenze: Besetztes Gebiet. Ballade eines Landes von Elisabeth Langgässer. Sie lebte und arbeitete selbst von 1920 bis 1928 im alt-besetzten Griesheim als Lehrerin, erwähnte diesen Ort aber nie:S. 101, 106 und beschrieb sehr anschaulich den Alltag unter der französischen Besatzung, nicht zuletzt auch die Schwierigkeiten, die zu überwinden waren, um die Grenze in den unbesetzten Teil von Darmstadt zu passieren.
Am 16. November 1924 endete für die ein Jahr zuvor besetzten Gebiete von Darmstadt und einigen Nachbargemeinden die Besatzung.:S. 370–371 Die danach geltende Grenze im Darmstädter Südwesten wurde in einem Zeitungsartikel sehr detailliert beschrieben.

„In den letzten Tagen haben die französischen militärischen Besatzungsbehörden die Tafeln an der Grenze des besetzten Gebietes von der Weiterstädter Straße die Wixshäuserhausschneise entlang bis zur Südostecke des Waldfriedhofes (diese Schneise bleibt ganz im besetzten Gebiet), der Weg längs des Waldfriedhofes bis zum Eingang des Friedhofes (im besetzten Gebiet), der Weg, der vom Eingang senkrecht zur Straße Darmstadt-Griesheim führt (im besetzten Gebiet), diese Straße bis zur Eisenbahn südlich des Hauptbahnhofes (Straße außerhalb des besetzten Gebietes), der Weg der Eisenbahn entlang bis zur Stadtschneise, die Stadtschneise, die Mittelschneise zur Eschollbrücker Chaussee bis zur Sandbachbrücke (die Chaussee im besetzten Gebiet).“

Der Artikel endete aber mit einer skeptischen Beurteilung des neuen Grenzverlaufs: „Die neue Grenze bedeutet zwar im ganzen eine Zurückverlegung der im Januar 1923 anläßlich des Rhein-Ruhreinbruchs vorgeschobenen Grenze und bleibt innerhalb der 30-Kilometer-Grenzlinie des Brückenkopfs Mainz. Sie geht jedoch über die Grenzlinie, wie sie vor dem Ruhreinbruch gestanden hat, hinaus.“

### Der Besatzungsverlauf

#### Die vertraglich fixierten Besatzungszeiten

Besatzungsgebiet und Besatzungszonen nach dem Stand vom 1. Juli 1925

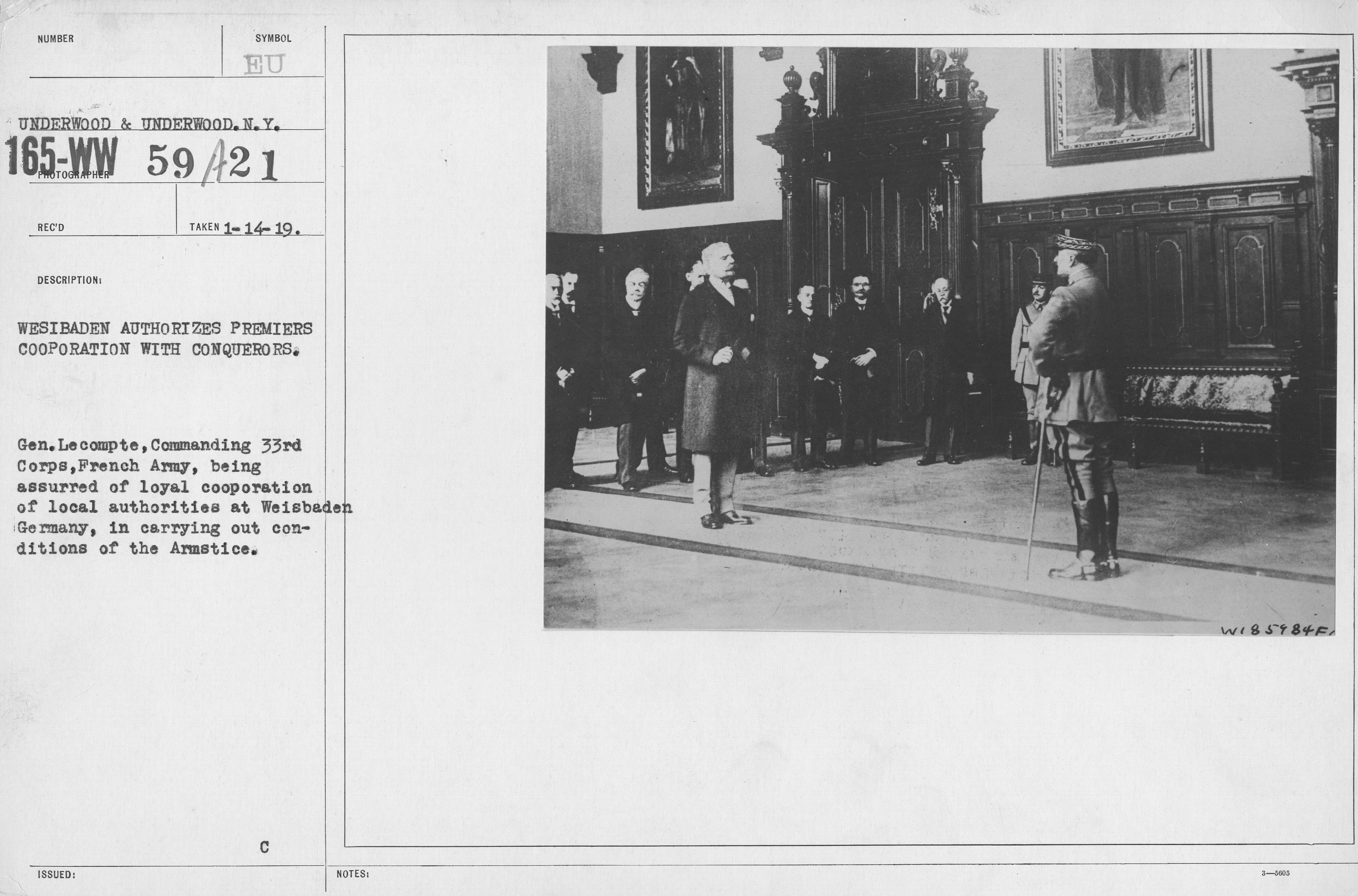
Ein französischer General, der sich am 14. Januar 1919 der loyalen Mitarbeit der örtlichen Behörden in Wiesbaden bei der Erfüllung der Bedingungen des Friedensabkommens versichert

In vielen Quellen zum Brückenkopf Mainz wird der Dezember 1918 als Beginn der Besatzungszeit genannt. Französische Vorkommandos tauchten mancherorts aber bereits wenige Tage nach dem Waffenstillstandsabkommen auf, so am 14. November 1918 in Kronberg im Taunus, während die eigentliche Besatzung Mitte Dezember vonstattenging: Wiesbaden wurde am 13. Dezember 1918 besetzt, Königstein im Taunus einen Tag später,:S. 122 ebenso Höchst:S. 20. Auch das strategisch bedeutsame Griesheim wurde am 13. Dezember eingenommen. Andernorts dauerte es noch etwas länger, so in Buchschlag, wo der Einmarsch am 22. Dezember 1918 erfolgte,:S. 41 und in Langen am 23. Dezember 1918.
Unter dem Vorbehalt, dass Deutschland seine Verpflichtungen aus dem Versailler Vertrag erfüllt, waren dort präzise Vorgaben über die Dauer der Besatzungszeiten in den Brückenkopf-Gebieten gemacht worden.

„Artikel 428
Um die Ausführung des gegenwärtigen Vertrags durch Deutschland sicherzustellen, bleiben die deutschen Gebiete westlich des Rhein einschließlich der Brückenköpfe während eines Zeitraums von fünfzehn Jahren nach Inkrafttreten des gegenwärtigen Vertrags durch die Truppen der alliierten und assoziierten Mächte besetzt.
Artikel 429
Werden die Bedingungen des gegenwärtigen Vertrags von Deutschland getreulich erfüllt, so wird die im Artikel 428 vorgesehene Besetzung nach und nach wie folgt eingeschränkt:
1. Nach Ablauf von fünf Jahren werden geräumt: der Brückenkopf von Cöln […],
2. Nach Ablauf von zehn Jahren werden geräumt: Der Brückenkopf von Coblenz […].
3. Nach Ablauf von 15 Jahren werden geräumt: Der Brückenkopf von Mainz, der Brückenkopf von Kehl […].“

Die politischen Entwicklungen der 1920er Jahre und die Verträge nach dem Versailler Vertrag sowie die innenpolitischen Entwicklungen in Frankreich führten dazu, dass die ursprünglich festgelegten Besatzungszeiten nicht vollständig eingehalten wurden. In der Nacht vom 28. auf den 29. Januar 1923 verließen die amerikanischen Truppen als erste die von ihnen besetzten Gebiete, gaben den Brückenkopf Koblenz auf und schieden de facto als Besatzungsmacht aus. Der Brückenkopf befand sich fortan unter französischer Kontrolle.:S. 2 (Einleitung) Um die Jahreswende 1925/26 zogen sich die Briten aus dem Brückenkopf Köln zurück und übernahmen von den Franzosen einen Teil des Brückenkopfs Mainz (siehe unten), bevor sie sich Ende 1929 zusammen mit den Belgiern komplett aus dem Rheinland zurückzogen. Kurzfristig kehrten die Franzosen noch einmal in die von den Briten aufgegebenen Teile des Brückenkopfs Mainz zurück, bevor auch dort am 30. Juni 1930 die Besatzungszeit offiziell endete.:S. 123

#### Stadien des historischen Besatzungsverlaufs
Sowohl Peter Maresch:S. 8 f. als auch Walter Mühlhausen:S. 122 beschreiben die Besatzungszeit als eine Abfolge unterschiedlicher Phasen.
- Phase 1 (Dezember 1918–Juni 1919)
Dies war die Phase der Isolation, in der die französischen Truppen den Brückenkopf Mainz von seiner Außenwelt abschotteten. Dies geschah unter anderem durch die „Kappung der Kommunikationslinien, das Verbot für Einzelpersonen, den Brückenkopf zu verlassen, Zensur usw.“ (Maresch) Damit einher ging eine sehr hohe Truppenkonzentration im gesamten Besatzungsgebiet. Nach Nicolas Beaupré war diese Phase auch dadurch geprägt, dass sich in ihr eine anfängliche Zurückhaltung der deutschen Bevölkerung gegenüber den französischen Besatzern in Feindschaft verwandelte. „Es sind weniger die Gewaltakte, die Aggression, die die Bevölkerung verletzt, als die kleinen Symbole, die an die ausländische Herrschaft erinnern. Die Stunde der Franzosen ist gekommen. Man muss die Trikolore grüßen, vom Bürgersteig herabsteigen, um die französischen Militärs vorbeizulassen, die Offiziere grüßen. Häufig entstehen in diesen Momenten Auseinandersetzungen. Sie überschatten anschließend die gesamte Geschichte dieser Zeit.“[35]:S. 143 Ein wichtiger Katalysator für das Entstehen dieser Feindschaft und ihrer Fortentwicklung war nicht zuletzt der Einsatz französischer Kolonialtruppen in den besetzten Gebieten, was mit deutlich rassistischen Begründungen und Beschuldigungen als Schwarze Schmach empfunden wurde.[35]:S. 148 ff. Andererseits setzte die französische Generalität aber auch bewusst darauf, dass von den Kolonialsoldaten eine verängstigende Wirkung auf die deutsche Bevölkerung ausging. „Seit dem Kriege empfinden die Deutschen von den Spahis einen heillosen Schrecken. Im Zusammenhang damit laufen in Deutschland – ob zu Unrecht oder Recht – eine Menge Legenden um. Es lag also zweifelsohne in unserem Interesse, diesen Umstand auszunutzen. Tatsache ist jedes Mal, wenn sich in einem Kreis … ein gewisses Aufbegehren zu zeigen begann, beim Auftauchen der Spahis alles ruhig war.“[36]
- Phase 2 (1919–1924)
Obwohl in dieser Phase im April/Mai 1920 und ab Januar 1923 zwei große Strafaktionen stattfanden, die zu vorübergehenden Besetzungen außerhalb des Brückenkopfs führten, fand insgesamt eine Reduzierung der französischen Truppen statt (wofür in einigen Quellen deren Bedarf im Ruhrgebiet verantwortlich gemacht wird). Andererseits reagierte die Besatzungsmacht auf den Widerstand gegen die Ruhrbesetzung mit Verhaftungen und Ausweisungen von Beamten und Mandatsträgern, denen sie die Unterstützung des Widerstandes unterstellte (prominente Beispiele: Bernhard Adelung, Bruno Asch, Konrad Haenisch), und sie unterstützte ihrerseits separatistische Bestrebungen zur Errichtung einer eigenständigen Rheinischen Republik.
- Phase 3 (1924–1930)
Das Verhältnis zur französischen Besatzungsmacht entspannte sich allmählich etwas, und es erfolgte die Teilablösung der französischen durch britische Truppen. Die britischen Besatzungstruppen verließen 1925/1926 in Übereinstimmung mit dem Versailler Vertrag ihren bisherigen Standort Köln und rückten mit etwa 10.000 Mann in Teile des Brückenkopfs Mainz ein: Wiesbaden-Stadt, Wiesbaden-Land, Rheingau- und Untertaunuskreis.[37] Die französischen Truppen zogen sich auf die linksrheinische Seite zurück, behielten aber weiterhin die zum Volksstaat Hessen gehörenden Teile des Brückenkopfs unter ihrer Kontrolle.

Die Gründe für diese Entwicklung in der letzten Phase der Besatzungszeit sind nicht eindeutig zu identifizieren. Nicolas Beaupré bringt den französischen Rückzug aus Teilen der besetzten Gebiete mit den finanziellen und wirtschaftlichen Problemen Frankreichs im Jahr 1924 in Verbindung, die sich auf die französische Innenpolitik auswirkten und zum Sieg linker Parteien bei den Wahlen Ende des Frühjahrs 1924 führten.

„Die Situation Frankreichs gegenüber seinen Verbündeten, seine finanziellen Probleme und natürlich die Entwicklung der Mentalität hin zum Pazifismus sind zweifellos die Hauptursachen für diese Prozesse. […] Hinzu kommt, dass in diesen Übergangsjahren 1924–1925 die öffentliche Meinung, die der Prahlerei und der Abenteuer am Rhein überdrüssig war, sich immer weniger für die deutschen Angelegenheiten interessierte, was dazu beitrug, dass die französische Politik, zumindest für einige Jahre, von einem Primat der Außenpolitik zu einem Primat der Innenpolitik überging.“

Diese innerfranzösische Entwicklung hatte den Weg für die Verabschiedung des Dawes-Plans geebnet, der die Pläne Frankreichs zur Abtrennung des Rheinlandes von Deutschland begraben und gleichzeitig die Grundlage für die Anbahnung einer erneuten Annäherung zwischen Frankreich, Großbritannien und den Vereinigten Staaten gelegt hatte, obwohl die Franzosen selbst auf der Londoner Konferenz (1924) „de facto gegenüber den Briten, Amerikanern und Deutschen isoliert“ gewesen waren.:S. 70 f.

„Dieses Abkommen beinhaltete außer einer sofortigen Evakuierung des Ruhrgebiets die Demontage aller unter französischer oder interalliierter Kontrolle befindlichen Verwaltungen wie die MICUM (Mission interalliée de Contrôle des Usines et des Mines, Interalliierte Kontrollkommission für Fabriken und Bergwerke) oder die Eisenbahnverwaltung. In der Konsequenz zerstörte es all die Arbeit und die Hoffnungen Tirard, einen vom Reich mehr oder weniger unabhängigen ‚Rheinstaat‘ entstehen zu sehen. Zudem gab Frankreich de facto die Instrumente und Druckmittel auf, die es ihm erlaubt hätte, sich selbst ‚zu bedienen‘ oder ‚Pfänder‘ zu nehmen, so wie es das vorher im Fall der Nichtbezahlung getan hatte. Weiterhin sah der Plan nicht einmal die garantierte Gesamtsumme für die Reparationen vor.“

Beauprés Analyse kann erklären, warum Frankreich dem Teilrückzug aus dem Mainzer Brückenkopf zustimmte, der nur die Stadt Wiesbaden und Gemeinden im Regierungsbezirk Wiesbaden betraf, aber sie lässt offen, warum die Briten nach ihrem Rückzug aus Köln die Franzosen im südlichen Brückenkopf ablösen wollten. Jedenfalls wurde Wiesbaden im Zuge dieser Entwicklung Ende 1925 zum Hauptquartier der Britischen Rheinarmee und blieb es bis November 1929. Zu dem Zeitpunkt verlegte die Interalliierte Rheinlandkommission (IRKO) ihr Hauptquartier von Koblenz nach Wiesbaden, und die britischen Truppen zogen ab.

#### Der Besatzungsverlauf in Wiesbaden
Bereits ab Januar 1925 gab es in Wiesbaden eine lebhafte Debatte darüber, ob die Briten kommen oder die Franzosen bleiben sollten. Wie die Akten des Regierungspräsidiums zeigen, war die Presse in diesem Zusammenhang oft besser informiert als die staatlichen Akteure, und letztere sahen sich immer wieder veranlasst, Journalisten privat oder offiziell über den Fortgang des Entscheidungsprozesses zu befragen. Ursprünglich ging es darum, nach dem Abzug aus Köln einen neuen Standort für das britische Hauptquartier zu finden. Es gab mehrere Optionen, darunter Koblenz, und in Bezug auf Wiesbaden war lange Zeit unklar, ob die Briten eine auf das Stadtgebiet beschränkte „Insellösung“ anstrebten oder weitergehende Pläne hatten.
Mitte 1925 ging die Stadt Wiesbaden davon aus, dass die Franzosen offiziell wohl abziehen würden, befürchtete aber, dass die Stadt Sitz der IRKO werden könnte. Die Angst ging um, dass unter deren Präsidenten, dem Franzosen Paul Tirad, Wiesbaden weiterhin eine französisch beherrschte Stadt bleiben könnte, was wegen der Erinnerungen potentieller Gäste an den von Frankreich begonnenen Ruhrkampf negative Auswirkungen auf den Kurbetrieb hätte. In einem Schreiben des Magistrats vom 27. Juli 1925 an den „Herrn Reichsminister“ in Berlin heißt es deshalb:

„Es ist ein[e] unbestreitbare, auf Erfahrung beruhende Tatsache, daß die Deutschen im unbesetzten Gebiet nach ihrer ganzen seelischen Einstellung sich durch die englische Besetzung von dem Besuche des besetzten Ortes nicht abhalten lassen. Maßgebend für diese Stellungnahme sind die Erfahrungen, die während des Rhein- und Ruhrkampfes im englischen Gebiet gemacht worden sind und ferner die Tatsache, daß England an der Besetzung der Ruhr nicht beteiligt war, ja sogar die Rechtmäßigkeit dieser Besetzung bestritten hat. Es kann somit keinem Zweifel unterliegen, daß die Besetzung Wiesbaden’s durch die Engländer die Rettung aus der schweren wirtschaftlichen Notlage darstellen würde, in der sich Wiesbaden z. Z. befindet, während die Verlegung der Interalliierten Rheinlandkommission von Coblenz nach Wiesbaden den sicheren Ruin Wiesbaden’s bedeuten würde.“

Nachdem in den Folgemonaten die Spekulationen über die geplanten Umgruppierungen weitergingen, konnte die Rheinische Volkszeitung am 3. November 1925 erstmals eine Nachricht bringen, die der späteren Lösung sehr nahe kam und die Verlegung des IRKO-Hauptquartiers nicht mehr thematisierte. Die Einigung unter den Alliierten – voran der zwischen Franzosen und Briten – wurde in Zusammenhang gebracht mit der für den 1. Dezember 1925 beabsichtigten Unterzeichnung der Verträge von Locarno.:Blatt 56 Zur Gewissheit wurde das dann in einer Meldung der Frankfurter Zeitung vom 24. November 1925, in der das Eintreffen eines ersten britischen Bataillons für den 10. Dezember 1925 angekündigt wurde – verbunden mit der Hoffnung „auf die Belebung des Kur- und Wirtschaftslebens der Stadt“.:Blatt 59 Am 4. Dezember 1925 konnte die gleiche Zeitung dann vermelden, dass „die ersten englischen Truppen […] nun in geringer Zahl hier, gewissermaßen als Quartiermacher, eingetroffen“ waren.:Blatt 60 Weitere Berichte gehen dann davon aus, dass sich der Abzug der Briten aus Köln und deren Übersiedelung in den Brückenkopf Mainz noch bis Ende Januar 1926 erstrecken wird. Mit dem endgültigen Abzug der Franzosen wird bis zum 3. Januar 1926 gerechnet.
Am 29. Januar 1926 stattete der Oberkommandierende der französischen Rheinarmee, Adolphe Guillaumat, laut der Rheinischen Volkszeitung dem Höchstkommandierenden der Britischen Rheinarmee, Sir John Du Cane, in Wiesbaden einen Abschiedsbesuch ab; einen Tag später, am 30. Januar, wurde am britischen Hauptquartier in Köln die britische Flagge eingeholt und damit offiziell das Ende der englischen Besetzung des Brückenkopfs Köln besiegelt.:Blatt 85 Den umgekehrten Akt in Wiesbaden kommentierte am 2. Februar 1926 in der Frankfurter Post ein in Anlehnung an den Deutschen Michel mit Michel unterzeichnender Kommentator.

„Tempi passati! Der Franc ist pleite, der Franzose hat in Wiesbaden ausregiert – wir stellen uns abermals um – eine andere Flagge weht über uns: jetzt sind die Engländer am Ruder. Sie kommen heimlich, über Nacht, gewissermaßen unsichtbar rücken sie ein. Jedenfalls aus Zartgefühl, um uns die Empfangsfeierlichkeiten zu ersparen. Mit vielen Ceremonien ist die Trikolore von unserm deutschen Kaiserschloß heruntergeholt worden. Es war ein anregender, ja fast aufregender Tag für die Bevölkerung; jeder sammelte bei diesem Anlaß noch einmal allen Haß, der sich im Lauf der Jahre angehäuft hatte; ungeniert laut erzählte man gegenseitig seine Erlebnisse mit der französischen Soldateska. Unwillkürlich kamen die Engländer dabei nun gut weg, als ihre Farben an dem Flaggenmast hochgingen und die Hochlandtruppe das ‚God save the king‘ dazu anstimmte, ja, in rührendem Mißverstehen entblößten alte Männer ihr Haupt und summten leise zu den wohlbekannten Klängen unser altes liebes ‚Heil Dir im Siegerkranz‘. Man konnte Tränen in die Augen bekommen, wenn man dies miterlebte. Und dazu den wundervollen abgerundeten Haß gegen die bisherigen Unterdrücker im Herzen fühlte. Armes, elendes, unterjochtes Volk, das einen Feiertag feiert, weil die Hand, die es von nun an unterjochen wird etwas gepflegter ist. Versteht Ihr die Tragik, Ihr da im unbesetzten Gebiet, die Ihr frei handeln dürft? Die Ihr Eure Ansichten sagt, ohne dabei von Spionen umlauert zu sein? Die Ihr laut Eure Vaterlandslieder singen dürft, ohne einen Verweis zu bekommen von feindlichen Nationen, die sich davon vielleicht beleidigt fühlen! Wißt Ihr, was wir seelisch leiden bei dem, was wir täglich mitansehen und hören müssen?“

Mit dem Wechsel von der französischen zur britischen Besatzung und der Verhinderung der IRKO-Ansiedelung in Wiesbaden hatten sich im Prinzip die Wünsche des Wiesbadener Magistrats trotz der zuvor zitierten rechtskonservativen Schmähungen erfüllt. Drei Jahre lang blieb dieser Zustand erhalten, bevor 1929 die Haager Konferenzen für eine neue Situation sorgten. In deren Folge wurde im August 1929 die Räumung der Besatzungszone um Koblenz zum 30. November 1929 festgelegt, womit auch der Wegzug der IRKO zu erfolgen hatte. Zugleich wurde in Den Haag auch beschlossen, dass zum 30. Juni 1930 die endgültige Räumung des gesamten Rheinlandes zu erfolgen habe.

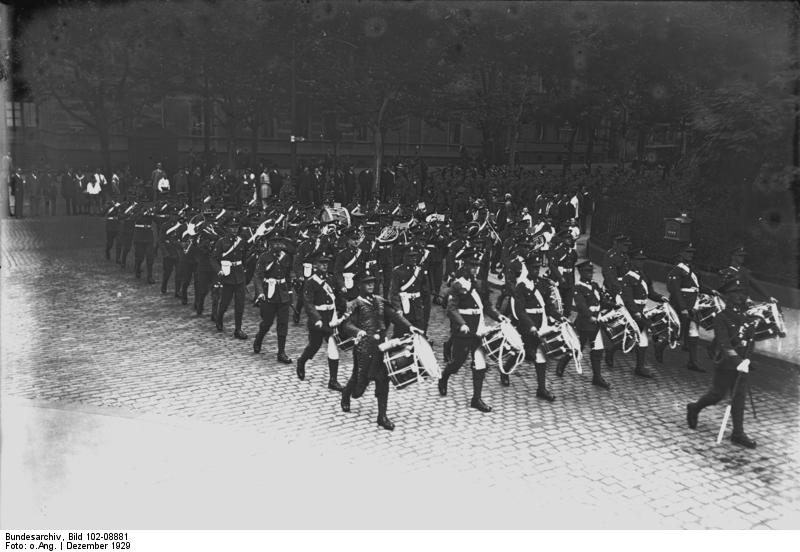
Abzug britischer Truppen aus Wiesbaden, Dezember 1929

Von den Haager Beschlüssen war Wiesbaden in zweifacher Weise betroffen. Zum einen begannen die Briten am 14. September 1929 mit ihrem Abzug aus Wiesbaden und zogen sich bis zum Jahresende zusammen mit den Belgiern komplett aus dem Rheinland zurück., zum anderen wurde Wiesbaden nun doch noch Sitz der IRKO, wenn auch nur für sieben Monate. Diese nahm am 20. November 1929 in einem Hotel ihre Tätigkeit auf, und in ihrem Gefolge kamen erneut französische Truppen nach Wiesbaden – als Ehrenwache für die IRKO.

„Am 30.06.1930 endete die alliierte Rheinlandbesetzung nach knapp 12 Jahren, fünf Jahre früher, als im Versailler Vertrag vorgesehen. Der Abzug der alliierten Truppen löste deutschlandweit eine Welle der nationalen Begeisterung aus. Mit einer nächtlichen Kundgebung vor dem Rathaus begannen auch in Wiesbaden die Feierlichkeiten. Festlicher Schlussakt war der Besuch des Reichspräsidenten Paul von Hindenburg am 21.07.1930.“

### Verwaltungsstrukturen und Alltag unter der Besatzung
Wie eingangs schon zitiert, war durch das Waffenstillstandsabkommen festgelegt worden, dass die Gebiete auf dem linken Rheinufer durch die örtlichen Behörden unter Aufsicht der Besatzungstruppen der Alliierten und der Vereinigten Staaten verwaltet werden. Nach dem Versailler Vertrag war es dann die IRKO, die Interalliierte Rheinlandkommission, der „die deutsche Verwaltung im besetzten Gebiet unterstellt [war]. Ihre Kontrolle nahm sie in Form eines Systems von Bezirks- und Kreisdelegierten wahr, die den jeweiligen deutschen Verwaltungsstellen vor Ort an die Seite gestellt wurden.“ Auch wenn Schlemmers anschließende Ausführungen nur dem linksrheinischen Besatzungsgebiet gelten, betrafen die von ihm beschriebenen Sachverhalte auch die rechtsrheinischen Brückenköpfe.

„In der französischen Besatzungszone wurden folgende Bezirke eingerichtet: Bonn, Kreuznach, Mainz, Speyer, Trier und Wiesbaden. Die Rheinlandkommission besaß eigene, allerdings nicht klar abgegrenzte legislative Kompetenzen, die dem Schutz und dem Wohlergehen der Besatzungstruppen dienen sollten. Sie war berechtigt, die Gesetze des Reiches zu approbieren. Gleiches galt für Erlasse oberster Reichs- und Landesbehörden. Somit konnte die Rheinlandkommission de facto als oberste öffentliche Autorität im linksrheinischen Deutschland gelten. Für Bevölkerung, Politik, Verwaltung und Wirtschaft war es in den Folgejahren von nicht geringer Bedeutung, ob man sich im besetzten oder unbesetzten Teil der Rheinprovinz befand. Politische Äußerungen und „Agitation“, die im unbesetzten Gebiet über die Parteigrenzen hinweg allgemeine Zustimmung gefunden hätten, konnten im besetzten Gebiet kurzerhand zur Ausweisung führen.“

Die IRKO regierte mit Hilfe von Verordnungen. Diese „hatten die Kraft von Gesetzen, mußten auch von der deutschen Regierung anerkannt werden; auch mußten die deutschen Beamten den Verordnungen der Militärbehörden Folge leisten. Dagegen unterlag die Anwendung der deutschen Gesetze der Genehmigung der Rheinlandkommission, die Militärgerichte konnten sich alle Akten von den deutschen Gerichten ausliefern lassen.“:S. 19
Auf der rechtsrheinischen Seite ergaben sich zusätzliche Schwierigkeiten dadurch, dass der 30-KM-Radius keine Rücksicht nahm auf bestehende „Verwaltungsgrenzen, politische Verhältnisse oder das vorhandene Verkehrssystem“.:S. 110 Bei Maresch und in vielen zeitgenössischen Schilderungen finden sich Hinweise darauf, dass insbesondere zu Beginn der Besatzungszeit, der oben erwähnten Phase 1 (Dezember 1918–Juni 1919), die Franzosen sehr rigide in das Alltagsleben der Menschen eingriffen und auch in die tradierten Verwaltungsstrukturen. So wurden zum Beispiel um die Jahreswende 1918/19 die Gemeinden Langen, Egelsbach und Buchschlag, die alle im besetzten Gebiet lagen, von dem in Teilen unbesetzten Kreis Offenbach abgetrennt und dem Kreisamt im besetzten Groß-Gerau angegliedert.:S. 94 Ähnliches geschah im Hochtaunuskreis, der zur Hälfte Besatzungsgebiet war. Der Landrat und die Kreisverwaltung residierten im unbesetzten Bad Homburg, die französische Standortkommandantur aber in Königstein. Der dortige Standortkommandant verlangte, dass der verantwortliche Kreisverwalter jederzeit zur Verfügung der Besatzungsbehörden stehen müsse, was wiederum vom Landrat abgelehnt wurde, der sich weigerte, in das besetzte Gebiet zu reisen. In Absprache mit dem Regierungspräsidium Wiesbaden wurde deshalb am 30. Dezember 1918 der Hilfskreis Königstein mit dem zum Landrat ernannten Königsteiner Bürgermeister gebildet, der erst 1928 wieder aufgelöst wurde. Ihm gehörten 22 Gemeinden des Obertaunuskreises und 6 Gemeinden des Kreises Usingen an.:S. 110 f. Ein ähnliches Konstrukt wurde für den Freistaat Flaschenhals gewählt, dessen Gemeinden zwar alle im Regierungsbezirk Wiesbaden lagen, bis Dezember 1918 aber zu unterschiedlichen Landkreisen gehört hatten.:S. 22
| Gemeinden und ursprüngliche Zuständigkeiten im Freistaat Flaschenhals |                   |                   |           |                        |
| Gemeinde                                                              | Kreis             | Amtsgericht       | Fläche/ha | Bewohner am 08.10.1919 |
| Lorch                                                                 | Rheingaukreis     | Rüdesheim         | 02.452    | 2.206                  |
| Lorchhausen                                                           | Rheingaukreis     | Rüdesheim         | 00.836    | 0.679                  |
| Kaub                                                                  | Sankt Goarshausen | Sankt Goarshausen | 01.135    | 1.807                  |
| Sauerthal                                                             | Sankt Goarshausen | Sankt Goarshausen | 00.357    | 0.330                  |
| Ransel                                                                | Rheingaukreis     | Rüdesheim         | 00.722    | 0.728                  |
| Wollmerschied                                                         | Rheingaukreis     | Rüdesheim         | 00.553    | 0.243                  |
| Welterod                                                              | Sankt Goarshausen | Sankt Goarshausen | 00.994    | 0.420                  |
| Zorn                                                                  | Untertaunuskreis  | Bad Schwalbach    | 00.618    | 0.321                  |
| Strüth                                                                | Sankt Goarshausen | Sankt Goarshausen | 00.465    | 0.304                  |
| Egenroth                                                              | Untertaunuskreis  | Bad Schwalbach    | 00.384    | 0.181                  |
| Laufenselden                                                          | Untertaunuskreis  | Bad Schwalbach    | 02.101    | 0.987                  |
|                                                                       |                   | Total             | 10.617    | 8.206                  |

Aufgrund der Grenzziehungen für die Brückenköpfe Koblenz und Mainz verfügten diese unbesetzten Gemeinden über keinen direkten Zugang mehr zu den übergeordneten Behörden, da alle Verbindungswege durch besetzte Gebiete führten. Die Zuständigkeit für den Flaschenhals wurde von deutscher Seite zunächst dem Regierungspräsidium Wiesbaden entzogen und einer Verwaltungsabteilung beim ebenfalls preußischen Oberpräsidium in Kassel übertragen. Deren kommissarische Führung oblag dann dem Landrat des Landkreises Limburg und galt bis zum 29. Juni 1920 für alle „von ihren Kreishauptstädten abgeschnittenen Gemeinden der Kreise Unterlahn, St. Goarshausen, Rheingau und Untertaunuskreis“.:S. 19–22
Die Grenzziehungen betrafen nicht nur die Verwaltungsstrukturen, sondern auch den Alltag der Menschen beiderseits der Grenze.

„Das Gebiet und alle Städte sind […] in den Belagerungszustand versetzt. In den ersten Besatzungstagen darf die Bevölkerung wegen einer Ausgangssperre die Straßen zwischen 21 Uhr und 5 Uhr nicht betreten. Schusswaffen sind an die Besatzungsmacht abzuliefern. Uniformierte deutsche Beamte haben gegenüber der französische Tricolore und gegenüber französischen Offizieren in Uniform Grußpflicht. Nur mit einem französischen Visum ist eine Einreise in das jetzt besetzte Gebiet möglich.“

Anfangs war zum Beispiel den im Hilfskreis Königstein lebenden Arbeitern der Weg zu ihren Arbeitsstätten in Oberursel oder Frankfurt ebenso versperrt wie den Arbeitern im besetzten Westkreis Offenbach der Weg nach Offenbach oder Darmstadt. Für den Übertritt vom besetzten in das unbesetzte Gebiet benötigten sie einen Passierschein beziehungsweise einen von den Besatzern ausgestellten neuen Pass, die rote Carte d’Identité, die seit dem 6. März 1919 jede Person, die über 12 Jahre alt war, mit sich führen musste.:S. 13

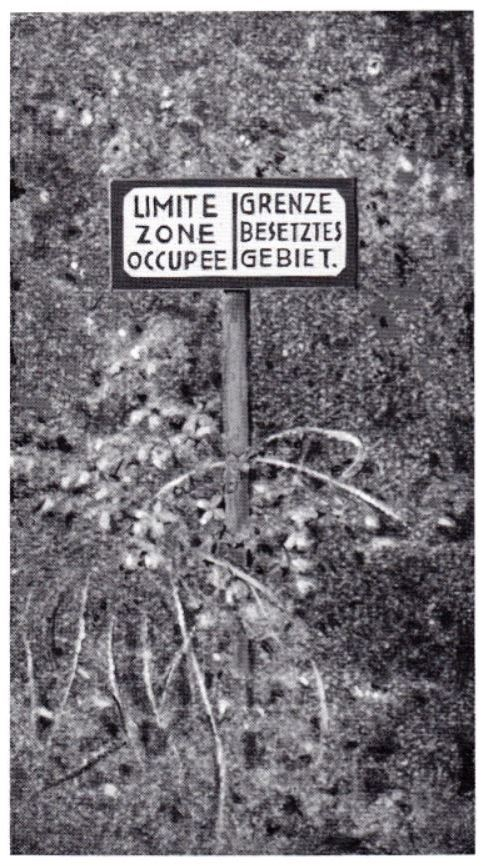
Grenzmarkierung zwischen Langen und Dreieichenhain

Die mit dieser Situation verbundenen Strapazen bei der Bewältigung des Alltags beschrieb der Langener Karl Freitag.

„Eine Zeitlang war die Eisenbahnverbindung zwischen Darmstadt und Frankfurt, die durch besetztes Gebiet lief, unterbrochen. Die Züge aus Frankfurt endeten bereits in Neu-Isenburg. Die vielen Berufspendler aus Langen, die vorwiegend in Frankfurt arbeiteten, hatten deshalb große Schwierigkeiten, an ihre Arbeitsplätze zu gelangen. Ich selbst bin mehrere Wochen lang zu Fuß über die B 3 noch Neu-Isenburg gelaufen und von dort mit der Straßenbahn nach Frankfurt gefahren. Andere sind nach Dreieichenhain gelaufen und dann mit der Rodgaubahn über Offenbach noch Frankfurt gefahren. Wieder andere haben sich in Frankfurt ein Zimmer genommen, sie blieben die Woche über in Frankfurt und schlichen sich nur am Wochenende über die Grenze nach Langen.“

Eine weitere Folge der Grenzziehung und deren strenger Kontrolle waren Versorgungsengpässe – beiderseits der Grenze. Wie Schäfer am Beispiel Langens beschrieb, versuchten die Franzosen die Not innerhalb des Besatzungsgebietes dadurch zu lindern, dass sie Waren aus dem Westen heranschafften. Für Schäfer war dies vorrangig ein Akt des Werbens der Franzosen um die Gunst der Deutschen.:S. 12 Diese begrenzte Besserstellung der Bewohner innerhalb des Besatzungsgebietes eröffnete denen aber auch neue Erwerbsquellen:

„So entwickelte sich durch die Grenzsperre und die Oeffnung des besetzten Gebietes für die französische Einfuhr für die Bewohner aller Grenzgemeinden eine neue Möglichkeit, Geld zu verdienen. Der Schleichhandel begann und blühte bald in ungeheurem Maße. […] Jenseits der Grenze fanden sich die Bewohner des unbesetzten Gebietes in Scharen ein und waren dankbar, wenn sie überhaupt etwas erhielten.“

Schmuggel gehörte auch zur Überlebensstrategie im Freistaat Flaschenhals. Dessen Versorgung über den Rhein oder die am Rhein entlang verlaufende Eisenbahnlinie gestatteten die Franzosen nicht, und die Versorgung aus der nächstgrößeren Stadt Limburg war schon deshalb beschwerlich bis unmöglich, weil es dorthin keine durchgehende Landverbindung gab, die nicht durch einen der beiden Brückenköpfe führte. Diese zu passieren, erforderte Erlaubnisscheine, „die teilweise nur sehr schwer zu besorgen waren“.:S. 26 Allerdings begünstigte die Lage des Flaschenhalses auch, dass dort Schmuggel nicht nur zur Deckung des Eigenbedarfs, sondern regelrecht als Gewerbe betrieben wurde.:S. 29

#### Separatistische Bestrebungen I
Während die Verhandlungen über den Versailler Vertrag liefen, gab es mancherorts schon Veränderungen, die auf einen Übergang in die Phase 2 (1919–1924) der Besatzungszeit deuteten. Karl Pusch ging gar soweit, dass er für Langen das Ende der Besatzung auf den September 1919 datierte. Zu dem Zeitpunkt wurden die lokalen Truppen abgezogen und nur noch 16 französische Soldaten, 3 Gendarmen sowie 1 Zollbeamter blieben „noch bis September 1924 als Grenzschutz und Zollkontrolle“ zurück.:S. 96 Vergleichbar war auch die Situation in Griesheim, wo „außer einer kleinen Wache auf dem Griesheimer Bahnhof alle anderen Besatzungstruppen abgezogen wurden [21.2.1920]“, und ähnlich wie Pusch beschrieb auch Schäfer die Situation in Langen, stellte aber fest: „Mit dem Austausch der Ratifizierungsurkunden am 10. Januar 1920, der Inkraftsetzung des Friedens, nahmen die Leiden der Bevölkerung im besetzten Gebiet nicht das ersehnte Ende.“:S. 18, S. 19 Vielmehr waren gerade der angrenzende Restkreis Offenbach und die Stadt Darmstadt in der Folge des Maineinbruchs im April einer Besatzungsausweitung durch die französischen Truppen unterworfen.

„Beim ersten Morgengrauen des 6. April 1920 (Osterdienstag) zogen ungefähr 5000 Mann in Darmstadt ein, besetzten alle öffentlichen Gebäude, rückten bis Dieburg und Hanau vor und verhängten über das neubesetzte Gebiet den Belagerungszustand.“

Direkte Auswirkungen auf den Alltag der Bevölkerung in Darmstadt und den anderen Gebieten sind nicht überliefert, und die Franzosen zogen sich am 17. Mai 1920 – nicht zuletzt auch auf Druck ihrer britischen und amerikanischen Verbündeten:S. 38 – wieder aus dem Einbruchsgebiet zurück.
Wenig friedlich war das französische Intermezzo allerdings in Frankfurt verlaufen.

„Am 7. April 1920 gegen 3 Uhr kam es bei der Wachablösung an der Hauptwache aus der Menge heraus zu Beschimpfungen der Soldaten der französischen Besatzungsmacht. Daraufhin feuerten die überwiegend marokkanischen Soldaten, die sich bedroht fühlten, ohne Vorwarnung. Sechs Personen starben, 30 wurden verletzt, von diesen starben später weitere drei. Das war der dramatischste Moment der französischen Besetzung Frankfurts im Jahre 1920, die vom 6. April bis zum 17. Mai 1920 dauerte, wenn man die Frankfurter Kernstadt betrachtet.“

Wie real die Bedrohung der französischen Kolonialsoldaten in der Stadt war, ist nicht dokumentiert, aber Zade macht deutlich, dass im Vorfeld dieses Zwischenfalls bereits Gerüchte kursierten, in denen falsche Behauptungen erhoben wurden, zum Beispiel die, dass Soldaten aus dem Senegal im Goethe-Haus einquartiert worden seien. In rassistischer Überheblichkeit verwies Hans Drüner zudem noch mehr als 10 Jahre später auf die „Mißstimmung“, die in der Stadt wegen des französischen Einmarsches bereits geherrscht und sich noch gesteigert habe „durch den Anblick der zahlreichen braunen und schwarzen Truppen, deren Verwendung in der hochkultivierten Stadt als besonders widerwärtig und demütigend empfunden wurde“.:S. 403 Diese Gerüchte und Stimmungen verdichteten die Geschehnisse an der Hauptwache zu einer „Hinmordung wehrloser Frauen und Kinder durch schwarze Truppen“ und gipfelten in einer ausgedehnten Medienkampagne gegen den Einsatz nichtweißer Besatzungstruppen im Rheinland. Ganz im Sinne dieser Ideologie schrieb Heinz Gorrenz, Chefredakteur der Frankfurter Nachrichten, noch 1930, nur wenige Tage nach dem Abzug der Besatzungstruppen, von „der Kulturschande einer Sklavenzeit […], in der das Mutterland der deutschen Kultur zu einer Negerkolonie degradiert werden sollte“.
Der Maineinbruch war einer der vielen Ansatzpunkte, durch die die französische Besatzungsmacht – oft im Widerspruch zu ihren Alliierten – versuchte, ihren Machtanspruch zu erweitern. Ein anderer war die Unterstützung separatistischer Bestrebungen im gesamten Rheinland, wodurch sie „schon im Sommer 1919 und ein zweites Mal im Herbst 1923 versuchte[…], die französisch besetzten Länder am Rhein zu einer von Preußen oder sogar vom Deutschen Reich unabhängigen ‚Rheinischen Republik‘ zu formieren“. Der Brückenkopf Mainz avancierte 1919 zu einem Zentrum dieser Bestrebungen, soweit erkennbar aber nur in seinem preußischen Teil, dem Regierungsbezirk Wiesbaden. Protagonist dieser Bewegung war Hans Adam Dorten, der am 1. Juni 1919 in Wiesbaden eine selbständige Rheinische Republik ausrief. Dem folgte am 2. Juni 1919 ein Generalstreik gegen die separatistischen Bestrebungen und am 4. Juni 1919 ein gescheiterter Versuch der Separatisten, das Regierungspräsidium unter ihre Kontrolle zu bringen. Die Franzosen versagten aufgrund des starken Widerstandes aus der Bevölkerung ihre weitere Unterstützung, und ebenfalls am 4. Juni musste General Charles Mangin, einer der Hauptunterstützer der separatistischen Bestrebungen, auf Druck der Briten und US-Amerikaner „seine Unterstützung für Dorten aufgeben und gegenüber einer angloamerikanischen Kommission, die am selben Tag in Mainz einen Putschversuch in der Pfalz untersuchte, seine Neutralität erklären“.

#### Separatistische Bestrebungen II
Die separatistischen Bestrebungen gingen auch nach diesem Misserfolg weiter, aber einen neuen Höhepunkt erreichten sie erst im Zuge der Ruhrbesetzung ab 1923. Davor lagen noch die Inflationsjahre, die auch für die Bevölkerung im Brückenkopf Mainz mit Versorgungsengpässen, steigenden Preisen sowie steigender Arbeitslosigkeit einhergingen und als Folge davon auch mit Ausschreitungen und Verhaftungen. In diese schwierige Zeit platzte dann die Ruhrbesetzung, die mit einer erneuten Verschärfung im besetzten Gebiet des Brückenkopfes und – wie oben schon beschrieben – zu Grenzverschiebungen und neuen Besetzungen führte.

„Am 11. Januar 1923 besetzten französische und belgische Truppen das Ruhrgebiet und beschlagnahmten die Kohlenvorräte. Die Franzosen beschlagnahmten ferner die Zolleinnahmen der deutschen Westgrenze und die Staatsforsten. Sie errichteten eine Zollgrenze zwischen dem besetzten und unbesetzten Gebiet; sie erschwerten den Personen- und Warenverkehr. Sie griffen in das Eigentum von Firmen, z. B. der Farbwerke, ein; sie entwaffneten die deutsche Polizei und verboten, gegen die Separatisten vorzugehen. Sie schufen eine eigene Eisenbahnverwaltung. Die Reichsregierung hatte am 19. Januar den passiven Widerstand proklamiert und verfügt, daß widerrechtlichen Anordnungen der Besatzungsbehörden nicht zu folgen sei. Das war der Konfliktfall für zahllose Beamte und gab den Besatzungsbehörden Anlaß, alle führenden Persönlichkeiten auszuweisen.“

Der von Knoth erwähnte „Konfliktfall für zahllose Beamte“ trat auf den unterschiedlichsten Verwaltungsebenen ein, wie die oben erwähnte Aufzählung der ausgewiesenen Mandatsträger zeugt. Zu den dort genannten gehört auch Bruno Asch, der Bürgermeister in Höchst war. Was Knoth am Beispiel von Höchst zeigt, verdeutlicht die teils absurden Züge der französischen Besatzungspolitik.

„Durch die [französische] Ordonnanz 162 wurde von den Gemeinden verlangt, daß sie die Überwachung der Bahnübergänge übernehmen sollten. Die Bürgermeister aber erhielten [von den übergeordneten deutschen Stellen] Anweisung, diesem Befehl nicht nachzukommen. Entsprechend dieser deutschen Verwaltungsanordnung lehnte Bürgermeister Bruno Asch die Befolgung des französischen Befehls ab. Die Folge war, daß er am 27. 6.1923 verhaftet, in die Wiesbadener Strafanstalt überführt und zu drei Monaten Gefängnis verurteilt wurde. Er verbüßte diese Strafe zunächst in Wiesbaden, später im Amtsgerichtsgefängnis in Höchst. Nach der Strafverbüßung wurde er ausgewiesen. Kurz vor der Verhaftung des Bürgermeisters waren schon seine Vertreter, Beigeordneter Bayersdorff und Magistratsrat Burggraf, ausgewiesen worden (10. 5. 1923), weil sie sich weigerten, französischen Befehlen nachzukommen. Die Führung der Stadtgeschäfte übernahm nun der Beigeordnete Franz Schüller. Auch er wurde im August 1923 ausgewiesen. Die Stadtverwaltung war praktisch ohne Führung. Zur Leitung der Geschäfte wurde der unbesoldete Beigeordnete Max Hartig berufen. Von den anderen Beamten der Stadt wurden ausgewiesen: Stadtbaurat Dr. Paul Wempe (19. 5. 1923), Polizeiinspektor August Grimm (1919), Sparkassendirektor Ludwig Zühr, Stadtkassenoberinspektor Gossing (1923) und der Leiter der Stadthauptkasse Golze (1923). Im ganzen sind aus Höchst 250 Einwohner in jener Zeit ausgewiesen worden.“

Der im Zitat erwähnte Bruno Asch lebte nach seiner Ausweisung in Frankfurt-Bockenheim und versuchte von dort aus so gut wie möglich seine Höchster Dienstgeschäfte auszuüben.:S. 181 Nachdem die IRKO seine Ausweisung „im Gnadenwege“ zurückgenommen hatte, konnte Asch im Mai 1924 wieder nach Höchst zurückkehren. „Er ist einer der ersten leitenden Verwaltungsbeamten des besetzten Gebietes, der die Erlaubnis zur Wiederaufnahme seiner Tätigkeit erhält.“:S. 186 Wegen der großen Wohnungsnot in Höchst, verursacht auch durch die vielen für Franzosen beschlagnahmten Wohnungen, musste er aber weiterhin in Frankfurt wohnen bleiben.
Nicht überall beteiligten sich die Verwaltungsbeamten am passiven Widerstand gegen die Besatzer.

„lm Hilfskreis Königstein nahmen so gut wie keine höheren Beamten und keine der allgemeinen und inneren Verwaltung am passiven Widerstand teil; die Mehrzahl der Ausgewiesenen waren Eisenbahner oder stammten aus dem Forstdienst.“

Die von Maresch erwähnten Eisenbahner waren neben den Angehörigen der Verwaltung wichtige Stützen des passiven Widerstands gegen die Besatzer und hatten deshalb auch unter den Repressalien der Besatzungsmacht besonders zu leiden. Walter Kuhl, der die Eisenbahnsituation vornehmlich aus der südhessischen Perspektive betrachtet, schreibt, dass am 30. Januar 1923 im Gebiet des Brückenkopfs der Eisenbahnverkehr von und nach dem unbesetzten Gebiet vollständig eingestellt worden und seit dem 2. Februar 1923 auch der Fuhrwerks- und Automobilverkehr aus dem Ried nach Darmstadt unterbrochen war. In Betrieb war nur noch die Strecke von Frankfurt nach Darmstadt, die aber von der Bevölkerung nur unter erschwerten Bedingungen genutzt werden konnte (siehe: Der Bahnhof Neu-Isenburger in der Zwischenkriegszeit). Züge, die von Mannheim kamen, endeten im Grenzort Gernsheim, aber auch der Verkehr auf dieser Strecke wurde Ende Januar 1923 bis Mitte März 1924 nur eingeschränkt bedient.
Im Nordwesten, wo die Franzosen inzwischen, wie oben erwähnt, den Flaschenhals besetzt hatten, bestand nun die Möglichkeit einer durchgehenden Zugverbindung zwischen den beiden Brückenköpfen. Doch dafür benötigten die Franzosen geschultes Reichsbahnpersonal. Die Eisenbahner aber schlossen sich dem Generalstreik an, verschlossen die Bahnschranken und ließen die Schlüssel ebenso verschwinden wie die Personalakten. Insbesondere die Kauber Eisenbahner „zeigten sich zumeist ebenso stur und kooperationsunwillig wie ihre Kollegen in den kommunalen Verwaltungen. Deshalb traf sie auch vielfach das gleiche Schicksal. Sie wurden ausgewiesen und ihre Dienstposten von französischem Eisenbahnpersonal übernommen.“ Zurückkehren und ihren Dienst wieder aufnehmen durften sie erst im September 1924.:S. 55 f. In der Zwischenzeit betrieben die Franzosen unter der Bezeichnung „Regie-Eisenbahn“ eine „Notbahn“. Eine solche Regie-Bahn war auch die Notlösung am südlichen Ende des Brückenkopfes, wo sich die Franzosen in ähnlicher Weise sich ihren Anweisungen widersetzenden Eisenbahnern gegenübersahen und diese in der Folge ins unbesetzte Gebiet auswiesen.
Nach Kuhl zeichnete sich ab Ende Oktober 1923 eine Entspannung im Eisenbahnverkehr ab. Der erfolgte zwar weiterhin unter der Kontrolle der französischen Regie-Bahn, doch waren die Franzosen auch bereit, unterhalb der Leitungsebene entlassene Eisenbahner wieder einzustellen. Nach einem am 1. Dezember 1923 getroffenen Abkommen zwischen der Regie-Bahn und der deutschen Eisenbahnverwaltung normalisierte sich der Zugverkehr auch im Brückenkopf und auf den Verbindungslinien heraus und hinein wieder etwas.

„Personen- und Schnellzüge fahren ab dem 10. Dezember wieder auf der Main-Neckar-Eisenbahn zwischen Darmstadt und Frankfurt, jedoch ohne Zwischenhalt. Auch auf der Strecke von Darmstadt nach Mainz fahren ab dem 15. Dezember wieder Züge, allerdings sind besondere Paß- und Gepäckregularien einzuhalten. Kontrolliert wird wie bisher in Weiterstadt. Am 21. Dezember folgt die Wiederaufnahme auf der Mainbahn zwischen Frankfurt und Mainz, kontrolliert wird in Goldstein.“

Die Situation im Brückenkopf und an seinen Rändern normalisiert sich im Herbst 1924. Verkehrsbeschränkungen bei der Einreise in das französisch besetzte Gebiet werden aufgehoben, die Zollgrenze fällt weg und die als Folge der Ruhrbesetzung besetzten Gebiete am westlichen Rand von Darmstadt, in Eschollbrücken, Hahn bei Pfungstadt und Gernsheim werden in der Nacht vom 16. auf den 17. November 1924 von den Franzosen geräumt.

„Das Tor geht auf
Allmählich, wie die Grenze geschlossen wurde, tut sie sich wieder auf, und die Leute dürfen hinaus, obwohl man ihnen immer noch scharf auf die Pässe sieht und deutlich zu schmecken gibt, wer die Macht im Lande hat.“

Die in der Folge der Ruhrbesetzung erschwerten Lebensbedingungen für die Menschen in den alt-besetzten (Brückenkopf Mainz) und in den neu-besetzten Gebieten (neben den zuvor genannten Orten am Rande Darmstadts auch die Gemeinden im Flaschenhals) und die zeitgleich galoppierende Hyperinflation wurde von den 1920 gescheiterten Separatisten erneut für die Propagierung einer Rheinischen Republik genutzt, abermals mit Unterstützung der Besatzungsmächte Belgien und Frankreich.:S. 170 IRKO-Präsident Tirard erkannte am 26. Oktober 1923 das von dem schon erwähnten Hans Adam Dorten und Josef Friedrich Matthes gebildete „Regierungskabinett“ als legitime Regierung der Rheinischen Republik an und gestand ihnen weitgehende Vollmachten zu.

„In den Städten und Orten, die von den Separatisten übernommen worden waren, wurden Kommissare eingesetzt, welche die Beamten vor Ort kontrollieren sollten. Sie wurden ermächtigt, gegen Streikende vorzugehen, Requisitionen zu erlauben und eigenes Notgeld drucken zu lassen. Im Notfall konnten sie auch auf den bewaffneten Rheinlandschutz zurückgreifen, um die Ziele der Separatisten durchzusetzen.“

Die separatistischen Aktivitäten waren diesmal breiter gestreut als 1920, aber nach Munz hatten die Separatisten in Nassau „zwar Mitglieder und Aktivisten, jedoch war der Zuspruch durch die Bevölkerung sehr gering“.:S. 171 Zibell und Bahles bestätigen dies für den Flaschenhals, wo die Separatisten zwischen November und Dezember 1923 mit Unterstützung bewaffneter französischer Soldaten die Rathäuser sämtlicher Gemeinden erstürmten und fortan die Macht ausübten.:S. 64 Unterstützung seitens der Bevölkerung sei ihnen aber nicht zuteilgeworden, und „im Januar 1924 fand der Separatisten-Spuk im ‚Flaschenhals‘ sein definitives Ende“.:S. 66
In Königstein drangen am Abend des 1. November 1923 etwa 300 schwer bewaffnete Separatisten in die Stadt ein. Sie besetzten das Rathaus und das Landratsamt des Hilfskreises, konnten sich aber nur sehr kurz halten. Sie sollen vor allem am Widerstand aus der Arbeiterschaft gescheitert sein und zogen bereits nach einem Tag in Richtung Idstein weiter.:S. 117 f.
In Idstein war es zunächst ein mit einer Deutschen verheirateter Franzose, der Ende Oktober 1923 die Rheinische Republik ausrufen wollte, dafür aber eine Tracht Prügel von Idsteiner Jugendlichen bezog. Am 2. November 1923 besetzte dann ein Separatistenkommando in Begleitung eines französischen Kommandos das Idsteiner Rathaus. Ihr Interesse galt auch der Druckerei der Idsteiner Zeitung, da dort das Notgeld für den Untertaunuskreis gedruckt wurde, das sie in ihren Besitz bringen wollten. Dieses Anliegen war offenbar so wichtig, dass sich am 3. November auch Dorten persönlich zu einem Besuch in Idstein einfand. Das gedruckte Geld erhielten sie nicht ausgehändigt, und es kam auch zu heftigen Auseinandersetzungen zwischen Idsteiner Bürgern und den Separatisten, über deren endgültigen Abzug ist aber nichts bekannt.
Weiter südlich, in Langen, wo die Franzosen am 29. Juni 1923 den Bahnhof besetzten und die Eisenbahnverbindung zwischen Frankfurt und Heidelberg unterbrachen, wurden auch die Straßenverbindungen in die Nachbarorte unterbrochen und stark gesicherte Grenzposten eingerichtet. Den Separatisten verschaffte dies aber keinen Raum.

„Ausläufer des Separatismus erreichten das westliche Offenbacher Kreisgebiet im Herbst 1923, als die Separatisten am 22. Oktober auf einer Propagandafahrt Langen auf Lastautos durchfuhren. Ihr Ruf ‚Hoch lebe die Rheinische Republik!‘ fand dort freilich keinen Widerhall.“

Dem Langen benachbarten Egelsbach wollten im Oktober 1923 etwa 150 Separatisten, die per Auto aus Rüsselsheim und Groß-Gerau gekommen waren, einen Besuch abstatten. Die Bevölkerung hielt sich zu deren Abwehr bereit, und die Feuerwehr hatte ihre Spritzen in Stellung gebracht. Da die Separatisten davon offenbar Kenntnis erhalten hatten, wandten sie sich statt der Gemeinde Egelsbach dem außerhalb gelegenen Gutshof Bayerseich zu. „Hier sollen sie die Räume durchsucht, Verköstigung erzwungen und Jagdwaffen, Ferngläser u.ä. mitgenommen haben.“ Ob es die gleiche Separatistengruppe war, die auch Langen besucht hatte, ist nicht überliefert, aber naheliegend. Einer ihrer wenigen Anhänger in Egelsbach, ein Drogeriebesitzer, verließ die Gemeinde erst Anfang Juli 1930 nach dem Ende der Besatzungszeit. Er wurde von einigen Einwohnern mit Prügeln verabschiedet, da er als Denunziant und Schreiber von Drohbriefen, unter anderem auch an die Adresse der Lokalzeitung, bekannt gewesen sei.
Innerhalb der Separatistenbewegung kam es zu Auseinandersetzungen und Abspaltungen, wodurch auch Ende November die Zusammenarbeit zwischen Dorten und Matthes zum Erliegen kam. Dorten selbst hatte bereits am 18. November 2023 seine Aktivitäten nach Bad Ems verlagert und dort die alleinige Exekutivgewalt über die Rheinische Republik übernommen. Ende November wurde dieser die Pfalz eingegliedert.:S. 172 Einen Monat später war aber auch dieses Kapitel Geschichte.

„Am 22. Dezember 1923 teilte Tirard Dorten mit, dass die französische Regierung die Unterstützung des Separatismus beenden und die vorläufige Regierung beseitigen werde. Dies hatte Poincaré entschieden, nachdem Tirard ihm berichtete, dass die Bewegung aufgrund der ablehnenden Haltung der Bevölkerung gegenüber den handelnden Personen und der Einmischung der Franzosen nicht erfolgreich sein werde. Daraufhin wurde der Abbau der Regierung Dortens eingeleitet und am Ende des Jahres abgeschlossen.“

In Wiesbaden, Dortens früherer separatistischer Wirkungsstätte, gab es „bis in den Juni 1923 […] keine bedeutsamen Aktionen durch Separatisten“ mehr.:S. 174 Nun gründeten sich erneut separatistische Vereinigungen und entsprechende Propagandaaktionen wurden gestartet. Am 23. September 1923 fand im Kurhaus eine Großveranstaltung mit über 3.500 Teilnehmern statt, an der zu dem Zeitpunkt Matthes und Dorten noch gemeinsam teilnahmen. „Die Teilnehmer kamen zumeist von außerhalb, aus Rheinhessen, Nassau und der Rheinprovinz und waren mit Zügen nach Wiesbaden gebracht worden.“:S. 176 Am 22. und 23. Oktober 1923 besetzten Separatisten zuerst das Rathaus und danach weitere öffentliche Gebäude „wie das Regierungspräsidium, das Landratsamt, das Landeshaus und den städtischen Fuhrpark“.:S. 177 Die Polizei weigerte sich, sich dem separatistischen Stadtdelegierten zu unterstellen, und wurde daraufhin entwaffnet. Der französische General Jean Jules Henri Mordacq (* 12. Januar 1868 in Clermont-Ferrand; † im April 1943) übernahm die Polizeigewalt und übertrug sie der französischen Gendarmerie und dem Militär.:S. 178
Die Gewerkschaften und die Arbeiterparteien stellten sich dem mit einem Generalstreik entgegen, der auch von den politischen Parteien unterstützt wurde. Versuche, die von den Separatisten besetzten Gebäude zurückzuerobern, schlugen allerdings fehl, und es kam zu einer Art Waffenstillstand in der Stadt. Am 29. Oktober wurde die Übernahme der Zivilgewalt durch die Regierung der Rheinischen Republik in Koblenz verkündet, was aber keine weiteren Auswirkungen hatte. Die Stadtverordnetenversammlung stellte am 2. November 1923 fest, dass der Dienstbetrieb der Behörden nicht beeinträchtigt sei, obwohl zu dem Zeitpunkt die Verwaltungsgebäude noch in der Hand der Separatisten waren, geschützt durch General Mordacq und ein von diesem nach Wiesbaden verlegtes Spahi-Regiment.:S. 178–180
Auch im Umfeld von Wiesbaden, in den heutigen Vororten Schierstein, Dotzheim, Biebrich und Bierstadt kam es zu Versuchen der Separatisten, die Rathäuser zu übernehmen. Sie scheiterten aber meist am Widerstand aus der Bevölkerung. In Biebrich kam es allerdings am 30. November 1923 „zu einem gewaltsamen Zusammenstoß, als eine größere Gruppe versuchte das Rathaus zu stürmen. Die Polizisten, die das Rathaus bewachten, schossen schließlich in die Menge und vertrieben die Separatisten. Dabei starben neun Menschen, drei weitere wurden verletzt.“:S. 181
Im Januar 1924 endete im Brückenkopf Mainz der zweite Versuch zur Etablierung einer Rheinischen Republik. Die Gründe, die Munz für das Scheitern der Separatisten in Wiesbaden anführt, hatten, wie die zuvor schon geschilderten Beispiele aus anderen Orten zeigen, über Wiesbaden hinaus Gültigkeit.

„Letztendlich führten die Haltung der französischen Regierung, die Meinungsverschiedenheiten zwischen den separatistischen Gruppierungen und finanzielle Nöte der Separatisten zum Ende der Rheinischen Republik. Die Separatisten waren handlungsunfähig und konnten in Wiesbaden nie die Regierungsfähigkeit erlangen. Die fehlende Unterstützung durch die Bevölkerung, die Ablehnung der Beamten und die geringe Zahl an aktiven Unterstützern ließen schnell die strukturelle Schwäche der Separatisten erkennen.“

## Das Ende des Brückenkopfs Mainz
Das Scheitern der separatistischen Bestrebungen im Januar 1924 und das nur wenige Monate danach eintretende Ende der Ruhrbesetzung markieren den Übergang zur Phase 3 der Besatzungszeit im Brückenkopf. Begünstigt wurde das durch eine Beruhigung der politischen und wirtschaftlichen Verhältnisse außerhalb des Besatzungsgebiets. Die Einführung der Rentenmark führte zu einer wirtschaftlichen Stabilisierung, und außenpolitische Verträge wie das schon erwähnte MICUM-Abkommen begünstigten das zusätzlich. Das wirkte sich auch auf das Besatzungsgebiet aus, wenngleich der Einfluss der Besatzungsmacht spürbar blieb.

„Nach dem Ende des Ruhrkampfes und der Einführung der Rentenmark als neuer stabiler deutscher Währung konsolidierten sich allmählich die Verhältnisse. Der Paßzwang blieb, und es gab weiterhin kleine Schikanen der Besatzungsmacht. Versammlungen unter freiem Himmel mußten genehmigt werden, der Spielmannszug der Freiwilligen Feuerwehr durfte nicht aufmarschieren, ein Preisschießen des Turn- und Sportvereins wurde verboten.“

Dieser schleichende Übergang zur Normalität, wie er hier am Beispiel von Langen beschrieben wurde, vollzog sich ähnlich überall im Brückenkopf, wenngleich es im Regierungsbezirk Wiesbaden auch noch einen Wechsel von der französischen zur englischen Besatzungsmacht gab, die aber, wie oben schon beschrieben, häufig „positiver als die französische“ Besatzung empfunden und „als kleineres Übel hinter Separatisten und Franzosen“ hingenommen wurde.:S. 118
Eine Sonderrolle spielte wieder einmal der Flaschenhals. Hier hatte die Besatzungszeit bereits mit dem Abzug der Franzosen im November 1924 geendet, was diesem Gebiet schon vor dem 30. Juni 1930 „ein relativ unscheinbares und ungefährdetes Dasein“ ermöglichte.:S. 69
Das Schicksal des Brückenkopfs entwickelte sich parallel zu den Verhandlungen mit den Alliierten, die schließlich zu der um fünf Jahre vorgezogenen und auf den 30. Juni 1930 datierten Räumung der besetzten Gebiete führte. In vielen Orten wurde das mit Befreiungsfeiern gefeiert, und es wurden Gedenksteine errichtet. In Mainz wurde schon am 20. Juli 1930 in Anwesenheit von Reichspräsident Paul von Hindenburg das Befreiungsdenkmal eingeweiht, und in Langen erinnert daran bis heute ein Gedenkstein, der die Grenze zwischen dem besetzten und dem freien Gebiet markiert.

Gedenken an das Ende der Besatzung
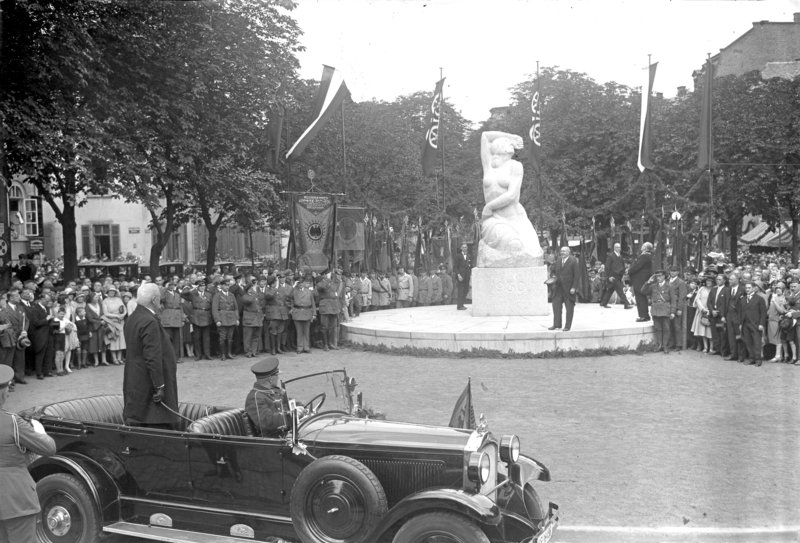
Enthüllung des Mainzer Befreiungsdenkmals. Im Wagen stehend: Reichspräsident von Hindenburg
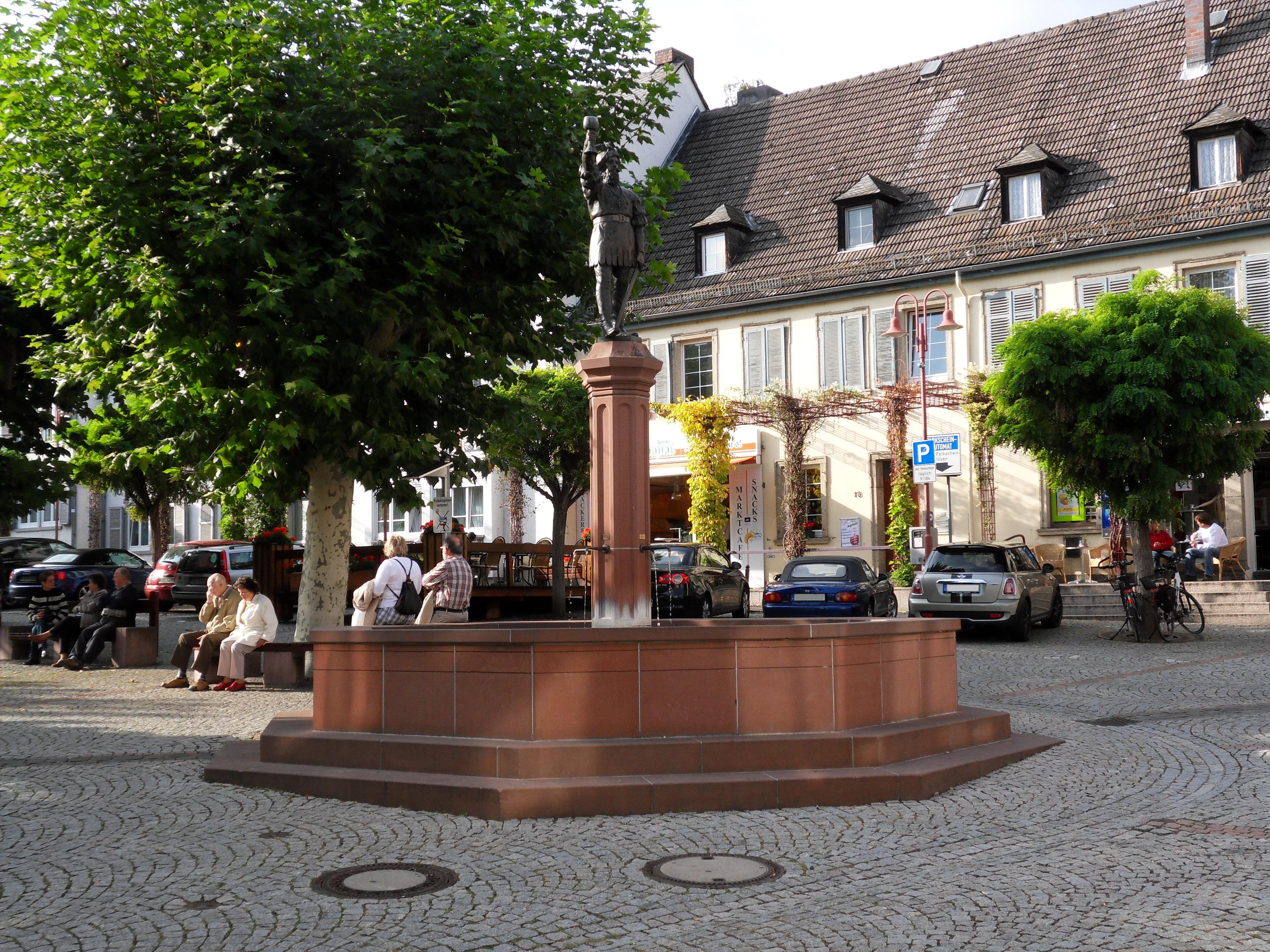
Rüdesheimer Weinbrunnen von 1930 zur Erinnerung an die Rheinland-Befreiung
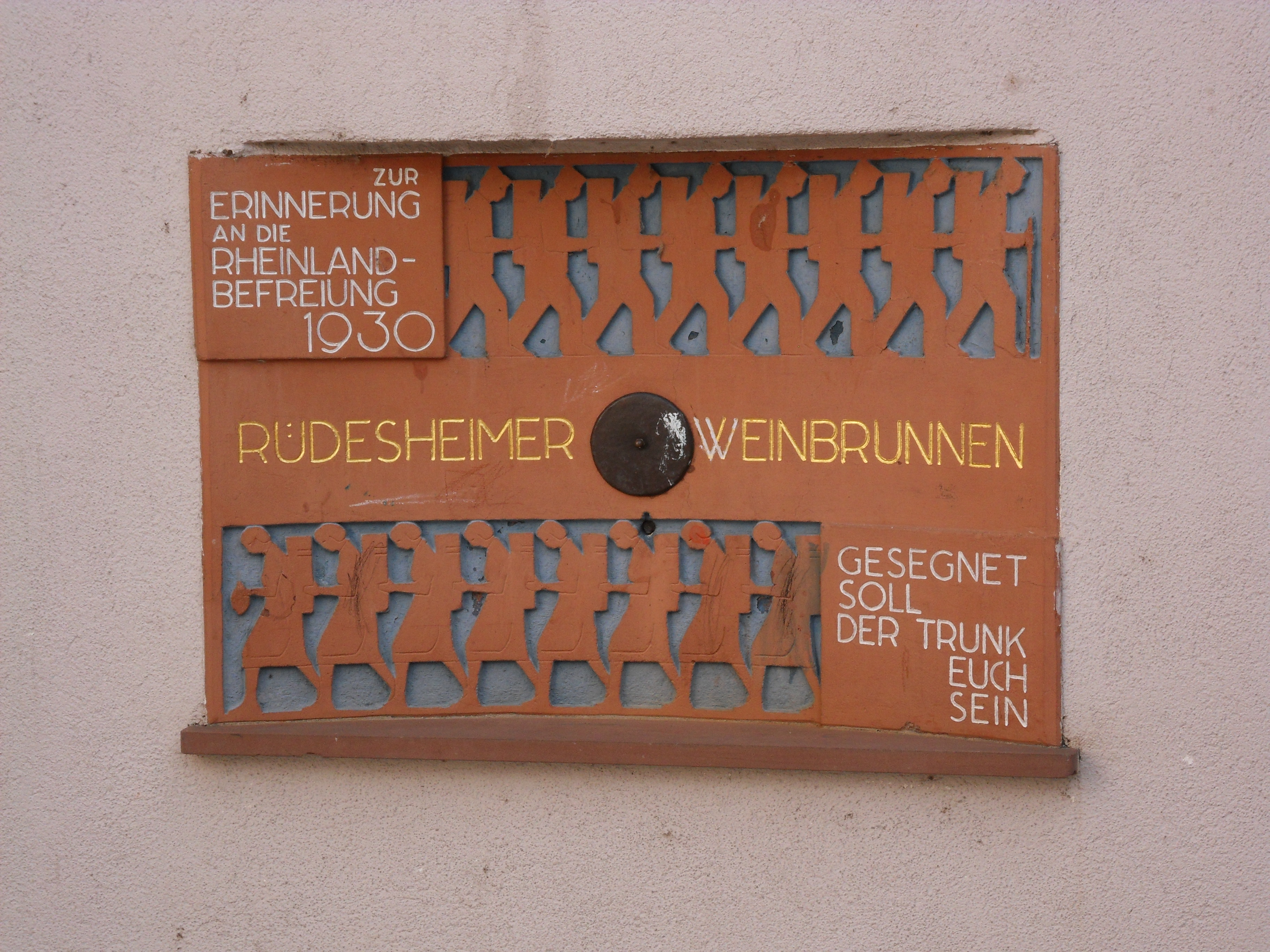
Inschrift zum Weinbrunnen am Rüdesheimer Rathaus
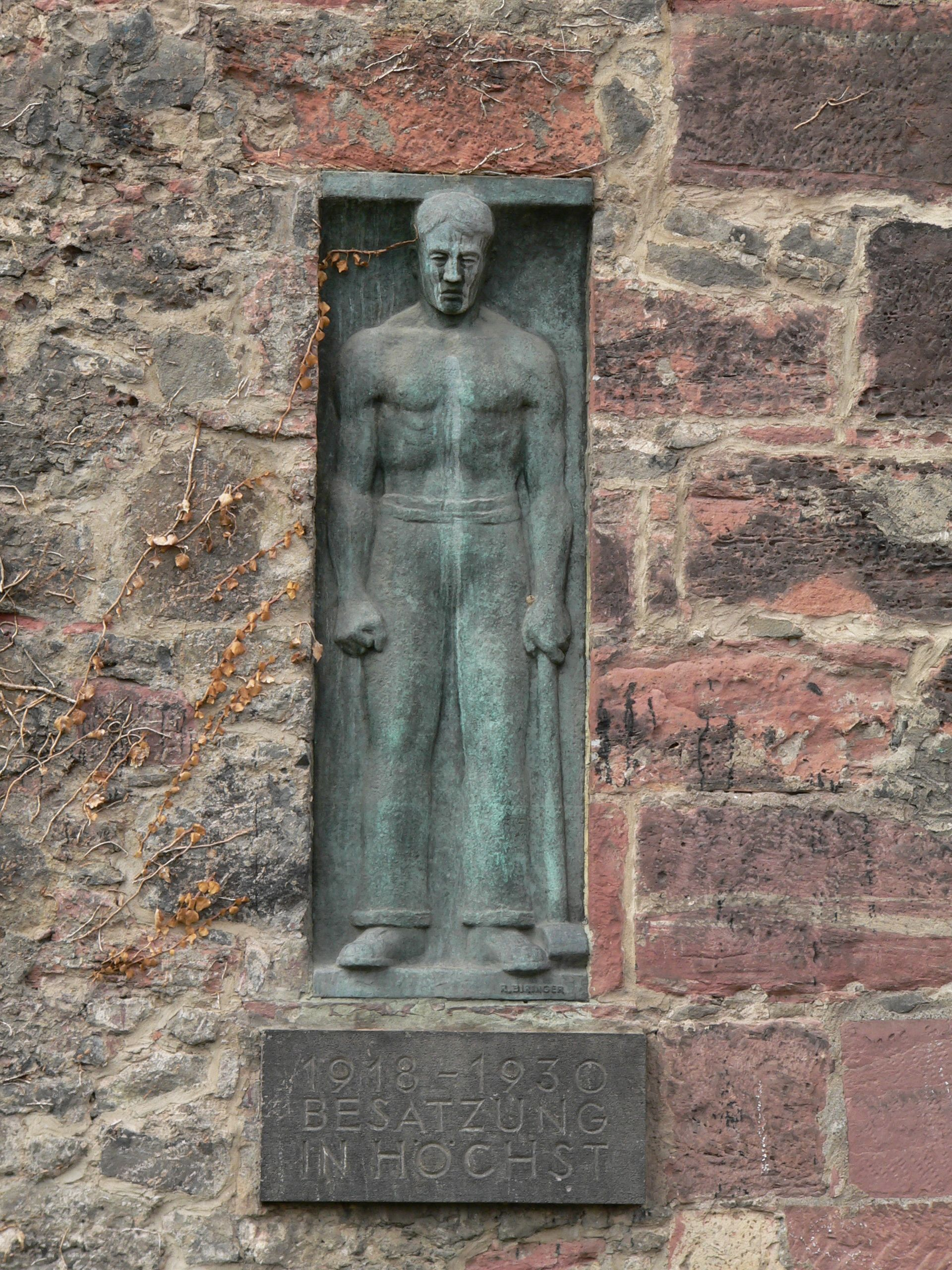
Erinnerung an die französische Besetzung von Höchst
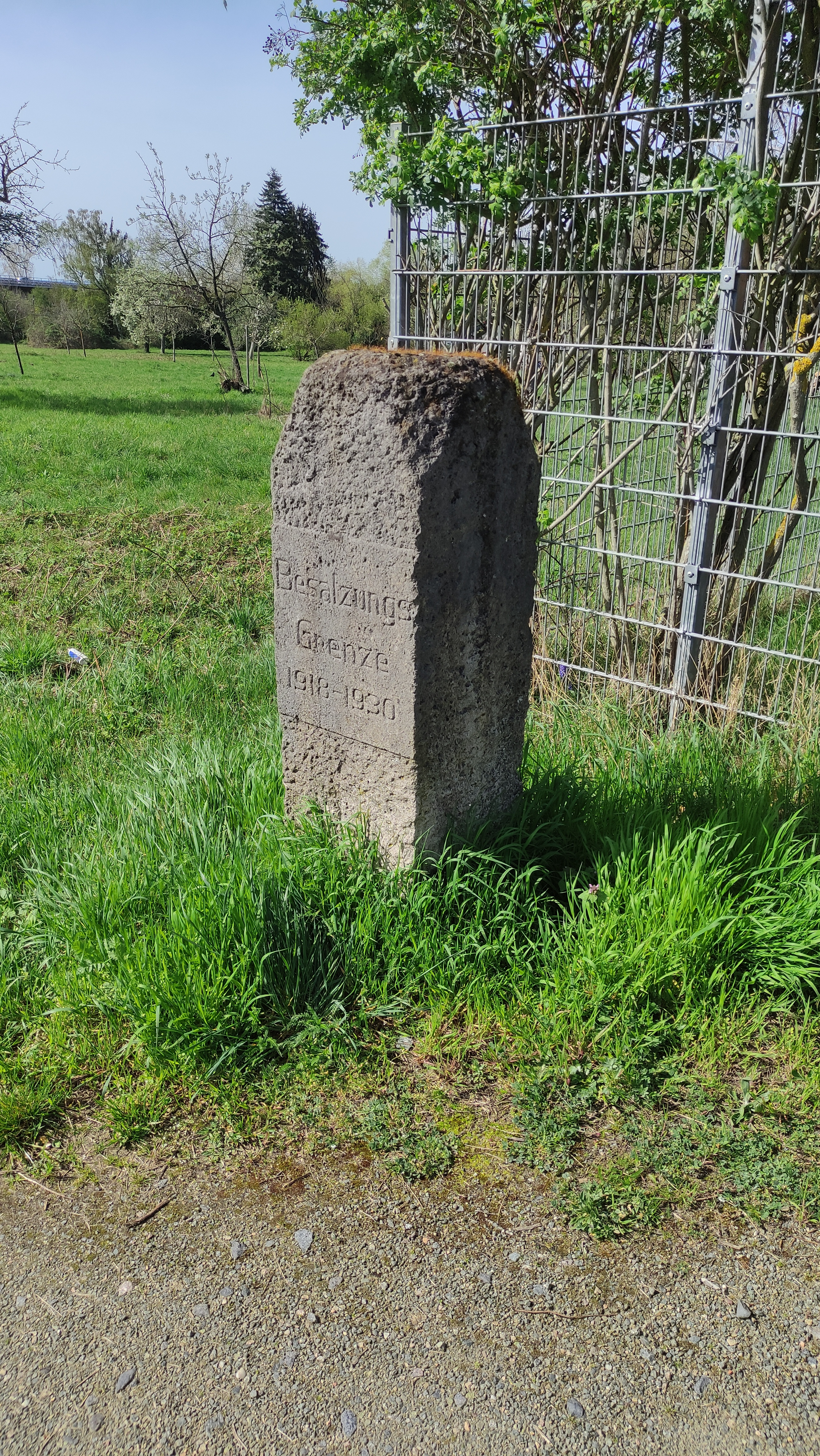
Gedenkstein zur Erinnerung an den Grenzverlauf des Brückenkopfs Mainz in der Gemarkung von Langen[65] (Lage)
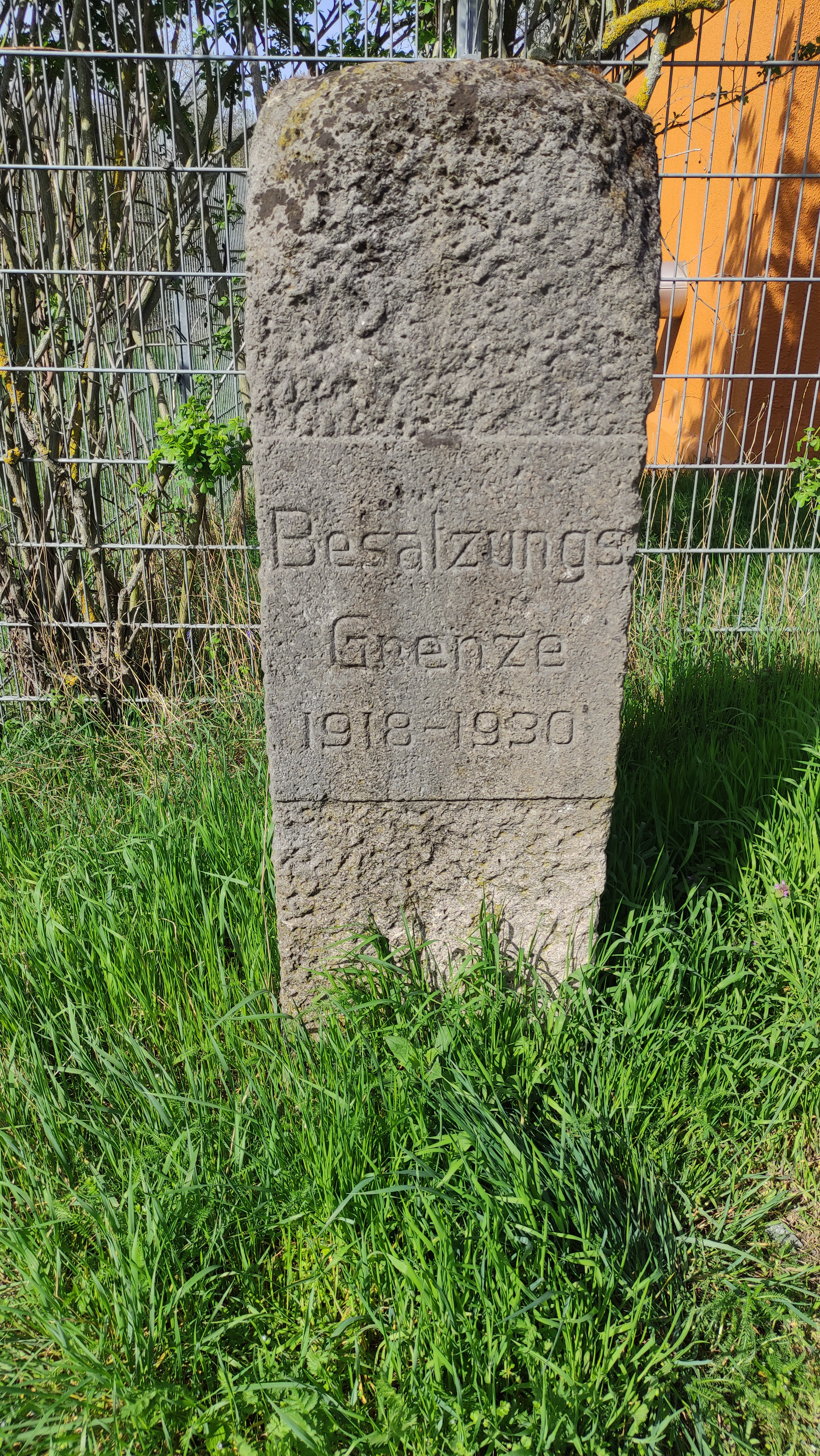
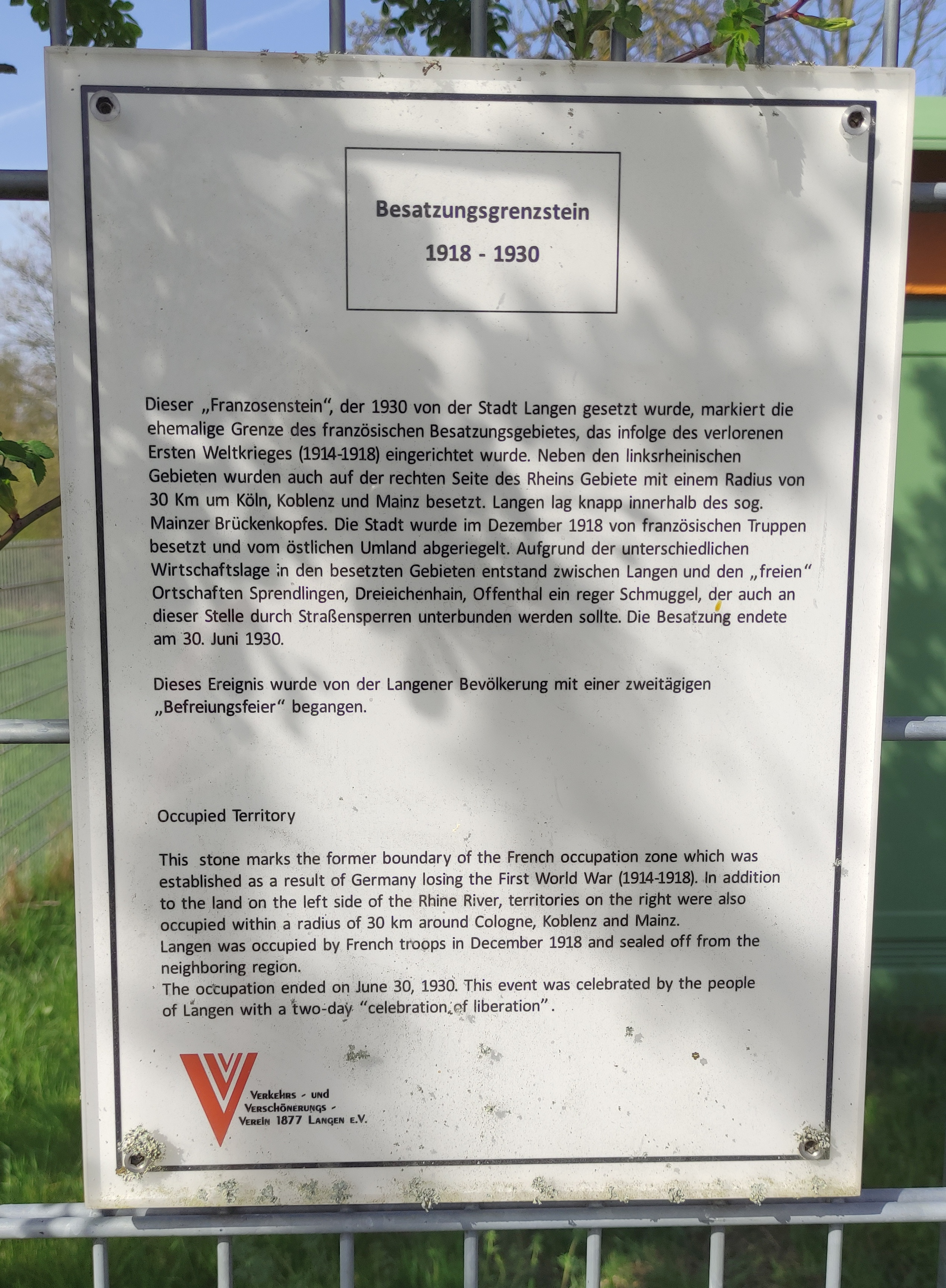
Erläuterungen zum Gedenkstein
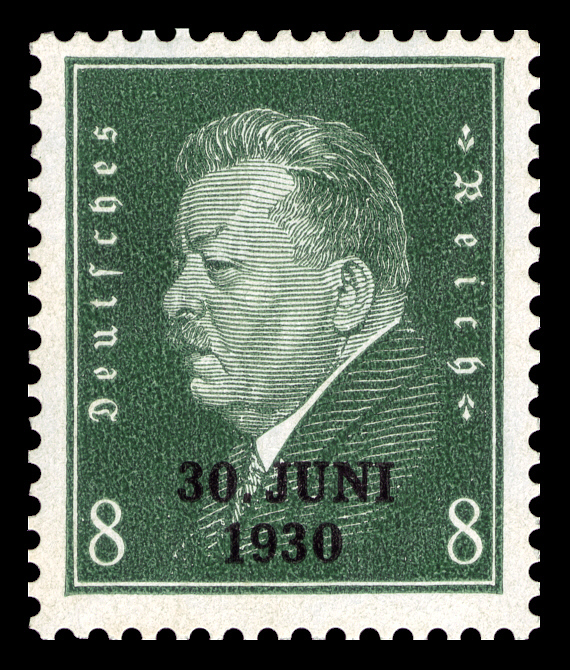
Briefmarken zum Gedenken an das Ende der Besatzungszeit
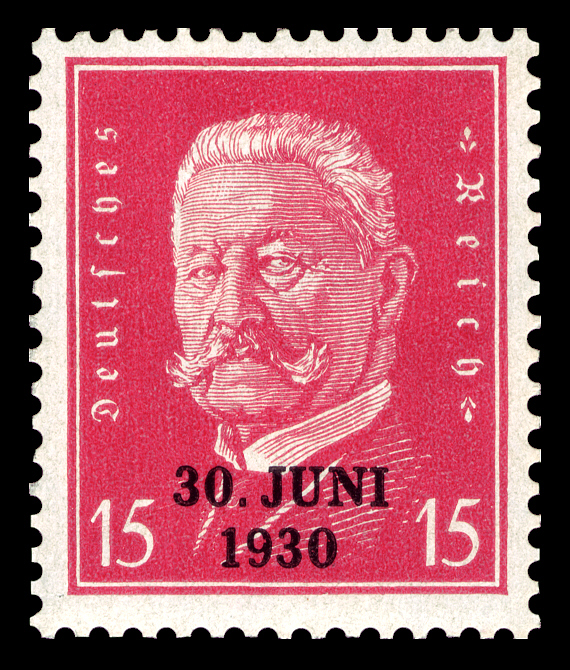
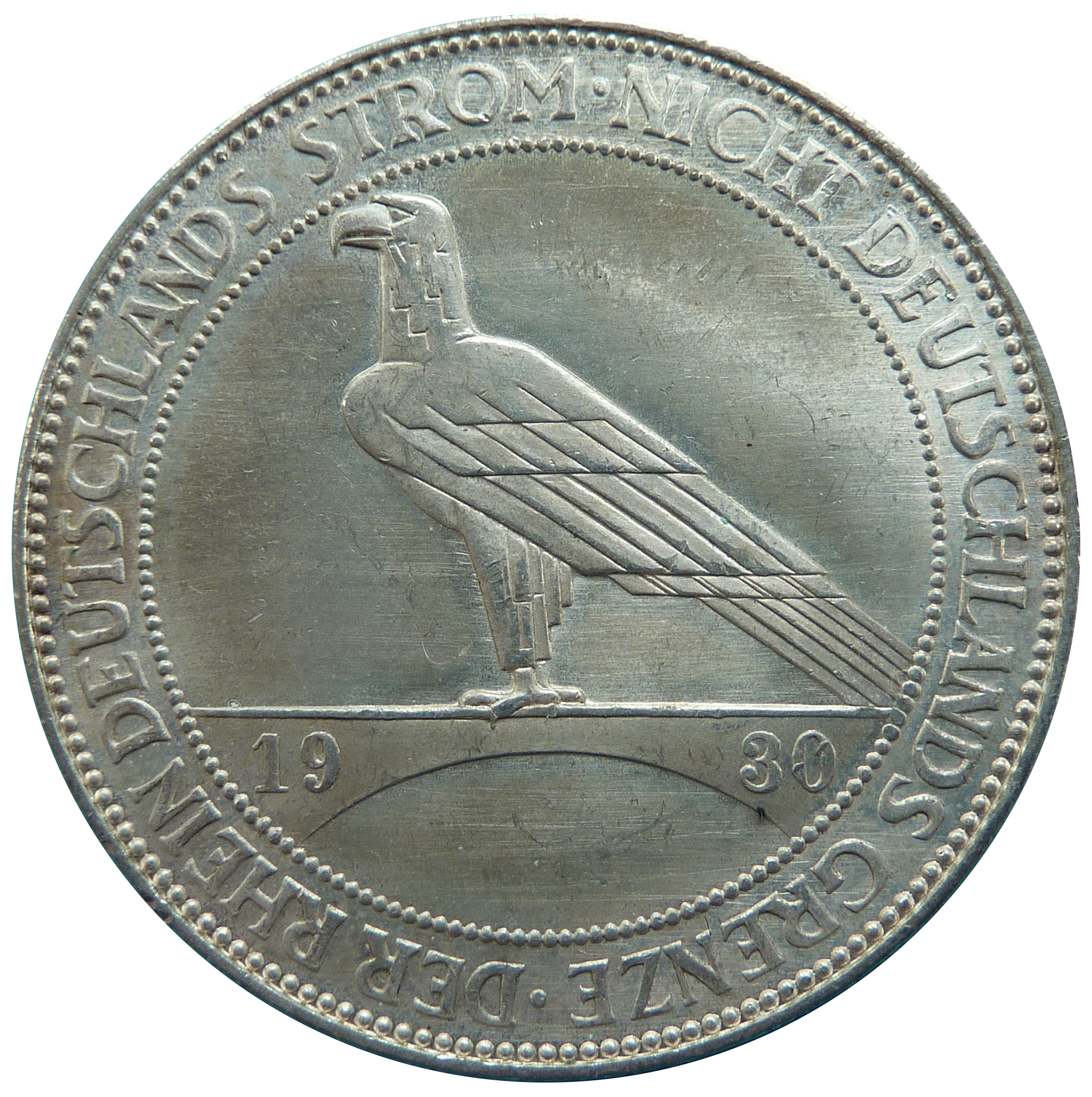
5-RM-Gedenkmünze zur Rheinlandräumung 1930

Mit dem Ende der Besatzung erfolgten auch Korrekturen der besatzungsbedingten Gebiets- und Verwaltungsstrukturen. Die von den Franzosen dem Kreis Groß-Gerau angegliederten Gemeinden Buchschlag, Langen und Egelsbach gehörten fortan wieder zum Kreis Offenbach, und die Gemeinden im Hilfskreis Königstein waren bereits 1928 den früheren Kreisen wieder angegliedert worden, bevor der Hilfskreis selber zum 1. Oktober 1928 aufgelöst wurde.:S. 119
Wie oben bereits am Beispiel von Egelsbach gezeigt, war der endgültige Abzug der Besatzungstruppen vielerorts, so auch in Wiesbaden, der Zeitpunkt für eine späte Abrechnung mit den Separatisten.:S. 259

## Fatima Adler – ein Besatzungskind aus dem Brückenkopf
Der oben bereits zitierte Journalist Heinz Gorrenz, der wenige Tage nach der Befreiung des Rheinlandes die Kulturschande beschworen hatte, die dem „Mutterland der deutschen Kultur“ durch die Besatzer widerfahren sei, brachte diese vermeintliche Schandtat ausdrücklich in Verbindung zu Schwarzafrikanern und spielte damit auf die von der französischen Armee eingesetzten „Soldaten aus ihren afrikanischen Kolonien im besetzten Gebiet [an], deren Anwesenheit als nationale Erniedrigung aufgefasst wurde“:S. 192 – als Schwarze Schmach eben. Die Schwarzafrikaner standen in dieser rassistischen Hierarchie auf der untersten Stufe, etwas über ihnen die marokkanischen Hilfstruppen, die schon erwähnten Spahis. Auf diese Unterscheidung legte auch der Wiesbadener Magistrat im August 1921 in einem Leserbrief an die New York Times wert, die über die Anwesenheit marokkanischer Soldaten in Wiesbaden berichtet hatte. In dem Schreiben heißt es,

„dass zwar Marokkaner stationiert seien, aber keine „schwarzen Truppen (Neger)“: „Ich stelle dagegen fest, daß in Wiesbaden schwarze Truppen (Neger) nicht stationiert sind. In Wiesbaden befinden sich neben weissen Franzosen sogenannte Marokkaner.““

Diese „weißen Franzosen“, deren Anwesenheit in Wiesbaden offensichtlich als weniger herabwürdigend empfunden wurde als die ihrer afrikanischen Hilfstruppen, waren ihrerseits nicht weniger rassistisch als die Deutschen und legten Wert auf Distinktion auch in ihrer Freizeit.

„Die französische Heeresverwaltung forderte von der Stadt Höchst die Errichtung eines Bordells für die Besatzungsangehörigen. Es wurde am 15. 1. 1919 im Hause Homburger Straße 32 eingerichtet und bestand bis Ende 1927. Eine Zeitlang diente außerdem der Schlafsaal der Farbwerke als Bordell für die in Höchst einquartierten farbigen Truppen.“

Auf deutscher Seite stand im Zentrum der rassistischen Stereotype „das Bild der ‚weißen Frau‘ als Opfer des ‚schwarzen Mannes‘. […] Obwohl sexuelle Übergriffe durch Kolonialtruppen nur vereinzelt auftraten, wurden sie als Massenphänomen dargestellt.“:S. 193 Nicht so von der in Griesheim wohnenden Elisabeth Langgässer, die bis 1928 einen der größten französischen Stützpunkte im Brückenkopf Mainz aus nächster Nähe kennenlernte. Zur Realität dieses Stützpunktes gehörten die 60 Kneipen und Bordelle in der 8.000 Einwohner zählenden Gemeinde,:S. 106 die hier arbeitenden deutschen Bordellmädchen:S. 8 ff. und die illegalen Abtreibungen:S. 29. Aber zu Letzterem musste es nicht immer kommen, wie Langgässer ausführte.

„Das schönste Mädchen im Dorf ist schwanger von einem Soldaten. Sie hat es lang nicht gewußt und sich dann zu helfen versucht, wie es unerfahrene Frauen tun, die das zum erstenmal und ganz alleine tragen. Der Soldat ist nicht mehr hier und würde ihr auch, wenn er’s wäre, weder raten noch beistehen können. Er hat ihr gleich gesagt, daß er sie nicht heiraten wird – sie hat nicht gefragt, warum, und sich willig hingegeben.“

Die schöne Anna entschließt sich, das Kind zu behalten, erhält für diesen Entschluss auch die Unterstützung ihrer Großmutter, ahnt aber, dass „das ganze Dorf mit Fingern auf sie deuten und sie verspotten“ wird.:S. 121
In der Geschichte von der schönen Anna vermischen sich persönliche Erfahrungen von Langgässer, die Ende 1928 Griesheim und den Schuldienst verlassen musste, weil sie ein uneheliches Kind erwartete (von einem Deutschen):S. 102 mit den Realitäten der Besatzungszeit und deren Folgen. Sie missbraucht die Geschichte aber nicht für eine Opferdarstellung und auch nicht für deren zusätzliche Überladung mit einem farbigen Kolonialsoldaten als Täter. Langgässer lässt offen, ob der Vater von Annas Kind ein weißer oder ein farbiger Franzose war; und sie beschreibt Anna nicht als weißes Opfer eines schwarzen Mannes, was auch die Mutter von Fatima Adler nicht war, wie unten noch zu zeigen ist.
Munz berichtet sehr wohl von Übergriffen und kriminellen Handlungen durch französische Soldaten in Wiesbaden, hält schwere Vergehen wie Vergewaltigungen aber eher für Ausnahmen, die, wenn sie von Angehörigen der Kolonialtruppen begangen worden waren, jedoch einen besonders starken Widerhall in der Presse gefunden hätten.:S. 194 f. Auch wenn es mit Sicherheit Dunkelziffern gab – die Wiesbadener Statistik über die Zahl der unehelich geborenen Kinder stützt diese Einschätzung.

„In Wiesbaden wurden zwischen 1919 und Mitte 1923 insgesamt 813 uneheliche Kinder geboren. Davon waren 158 (19,4 %) von französischen Soldaten gezeugt worden. Im Vergleich dazu waren nur 23 (2,8 %) der Kinder von US-amerikanischen Vätern. Man ging davon aus, dass von den französischen Vätern etwa 20 % aus Afrika stammten.“

So, wie Annas Kind keine Folge eines sexuellen Missbrauchs war, so wenig waren das auch die 1923 in Wiesbaden geborene Fatima Adam (1923–2023) und ihr zwei Jahre jüngerer Bruder. Sie waren Kinder einer deutschen Mutter und eines französischen Vaters, eines schwarzen Soldaten. Fatimas Eltern lebten zusammen und hatten sich nach Aussage ihrer Tochter sehr geliebt. Sie wurden getrennt, als ihr Vater aus Deutschland abgezogen wurde. In der Realität hätte der Tochter von Langgässers fiktiver Anna vermutlich das gleiche Schicksal gedroht wie der real-existierenden Fatima und deren Bruder: als Rheinlandbastard ausgegrenzt, verfolgt und medizinisch verstümmelt zu werden. Die beiden Kinder wurden 1937 von der Gestapo bei ihren Großeltern in Wetzlar abgeholt und in ein Frankfurter Krankenhaus gebracht. Dort wurden sie untersucht und analog zu der rassistischen Klassifizierung der Juden als Mischlinge 1. Grades eingestuft. Die Folge für die beiden Kinder: Zwangssterilisation.
Fatima Adler überlebte die Zeit des Nationalsozialismus, aber ihr 1949 gestellter Antrag auf Wiedergutmachung (damals noch gestellt unter dem Namen Fatima Simon) wurde im Januar 1951 vom Regierungspräsidium Wiesbaden abgelehnt. Begründung: Obwohl aus rassischen Gründen sterilisiert, sei bei ihr laut dem amtsärztlichen Gutachten durch diesen Eingriff eine Minderung der Erwerbsfähigkeit nicht eingetreten. Für den Ablehnungsbescheid verantwortlich war Gustav Leißner.
Die 2023 verstorbene Fatima Adam erzählte ihre Geschichte in einem am 1. Februar 2024 vom Saarländischen Rundfunk gesendeten Dokumentarfilm. Dieser ist Teil einer größeren Recherche über „NS-Ärzte: Ihre Verbrechen, ihre Karrieren – Saarländische Mediziner und ihre Unterstützer nach 1945“.